# Yngve Larsson
Gustaf Richard Yngve Larsson ([ˈʏ̌ŋːvɛ ˈlɑ̌ːʂɔn] ( lyssna); mer känd som bara Yngve Larsson), född 13 december 1881 i Sundsvalls församling i Sundsvall, död 16 december 1977 i Oscars församling i Stockholm, var en svensk statsvetare, politiker (S, LP, FP), borgarråd, riksdagsledamot och ordförande för Stockholms stadskollegium.
Yngve Larsson avlade filosofie kandidatexamen vid Uppsala universitet och fortsatte statsvetenskapliga studier utomlands med inriktning mot kommunalpolitik. Från 1908 var Larsson en ledande kraft bakom Svenska stadsförbundets tidiga utveckling, och 1913 disputerade han för filosofie doktorsgrad  på Inkorporeringsproblemet. Han var ursprungligen aktiv socialdemokrat, men uteslöts ur partiet av Hjalmar Branting på grund av sitt deltagande i Aktivistboken 1915. Larsson involverades som expert i Stockholms författningsreform och utsågs 1920 till stadssekreterare i Stockholms stad.
Larsson valdes till borgarråd i Stockholm 1924 och kvarstod i 22 år till 1946, från 1935 på det nya Folkpartiets mandat. Som gatu- och stadsbyggnadsborgarråd kom han att bli politiskt ledande bakom flera av stadens historiskt största stadsbyggnadsprojekt, däribland tunnelbanan, Norrmalmsregleringen och förorternas planering samt ett flertal centrala infrastrukturprojekt som Slussen, Bromma flygfält, Västerbron, Tranebergsbron och världsarvet Skogskyrkogården. Under andra världskrigsåren var Larsson även en framträdande nordisk antinazistisk opinionsbildare. Efter att ha avgått som borgarråd valdes han till riksdagsledamot för Folkpartiet och senare till ordförande för Stockholms stadskollegium. Han lämnade stadshuset 1954, men behöll centrala poster inom Stockholms stad fram till 1970, då 89 år fyllda.
Yngve Larsson erhöll flera svenska och utländska utmärkelser och blev mot slutet av sin karriär några gånger även omnämnd med epitetet "legendarisk". Han kom att kallas statsman, sitt århundrades främste stadsbyggare i Sverige och dess gigant i stockholmspolitiken. Larssons stora stadshistoriska verk och självbiografi Mitt liv i Stadshuset (1977) kom att kallas ett "monument över en epok i Stockholms historia".

## Uppväxt (1881–1900)
Yngve Larsson föddes den 13 december 1881 i Sundsvall som son till grosshandlaren Axel Larsson (1854–1894) och Märtha Catharina Alida (Ida) Sundberg (1858–1950), dotter till sågverksägaren Fredrik Sundberg (1830–1913). Föräldrarna gifte sig 1879 och fick tre barn, utöver Yngve Larsson även sedermera direktören Lennart Larsson (1880–1966) och Ingrid Stieve (1884–1941), senare gift med den tyske diplomaten och författaren Friedrich Stieve. Yngve Larsson var även kusin till professorn och likaledes borgarrådet Halvar Sundberg och bland hans morbröder märks juristen och donatorn Embleton Sundberg.
1891 insjuknade fadern, varvid modern och barnen flyttade till Stockholm och Sibyllegatan 16 intill Östermalmstorg, och Larsson började på Palmgrenska samskolan. Axel Larsson avled 1894 och modern gifte 1895 om sig med grosshandlaren John Hallberg (1859–1919). Familjen bodde från 1898 på Nybrogatan 58 / Tyskbagargatan 1 på Östermalm och flyttade 1902 till Saltsjöbaden.
År 1900 tog Yngve Larsson mogenhetsexamen vid Norra Real i Stockholm, där han även hade varit ordförande för gymnasieföreningen Saga och stiftat livslång bekantskap med Otto Järte och sedermera svågern Tor Bonnier.

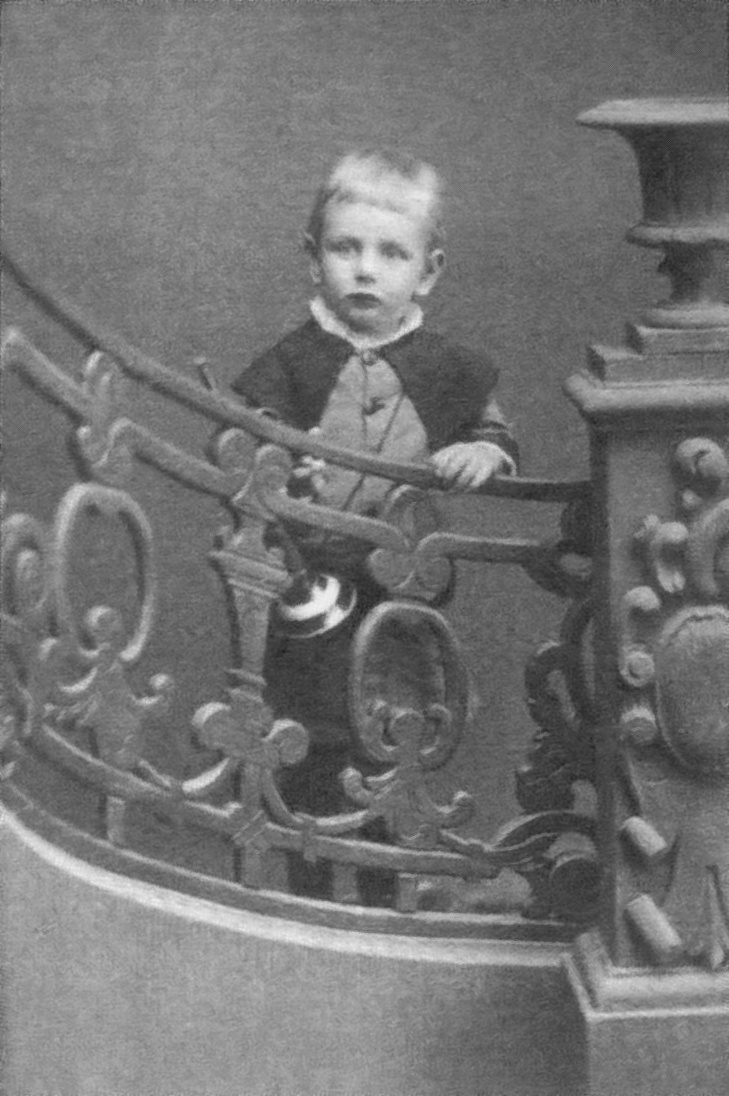
Yngve som barn, 1886.
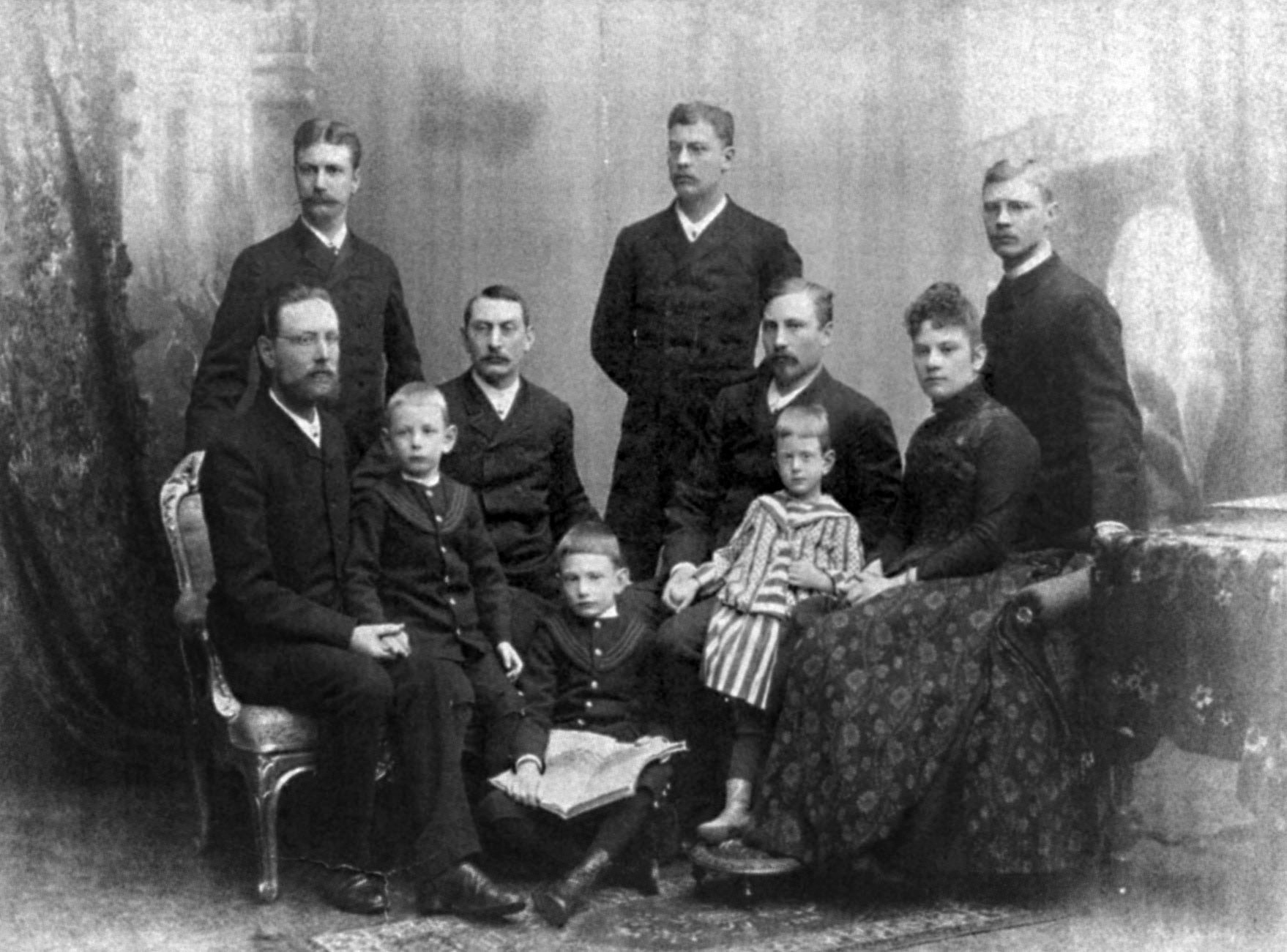
Familjen Larsson, 1888. Yngve i mitten.
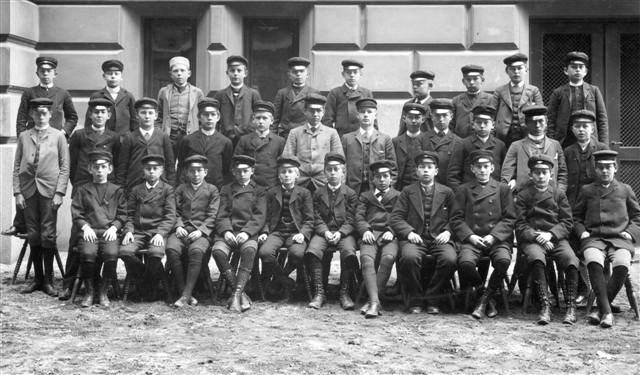
Norra Real, klass 5c, mitten av 1890-talet. Yngve främst, längst till vänster.
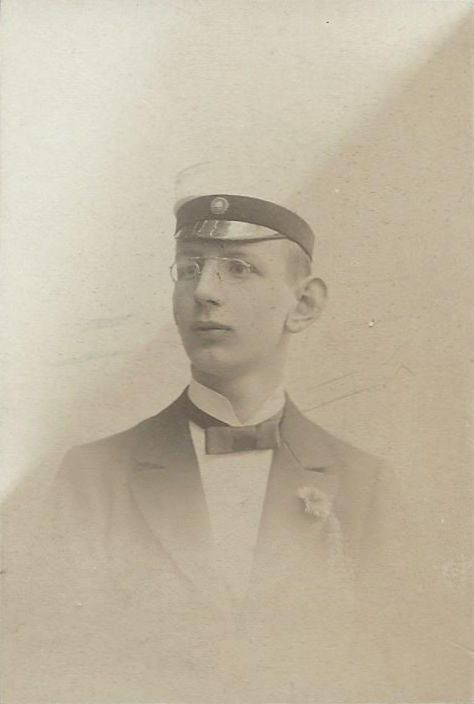
Larsson som student, 1900.
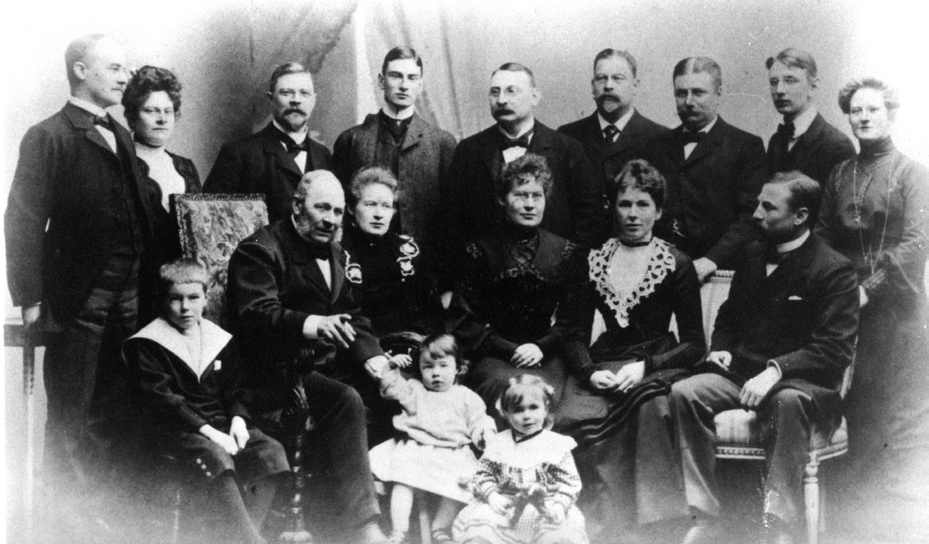
Familjen Sundberg, 1904. Yngve 2:a från höger.

## Student och ämbetsman (1900–1924)

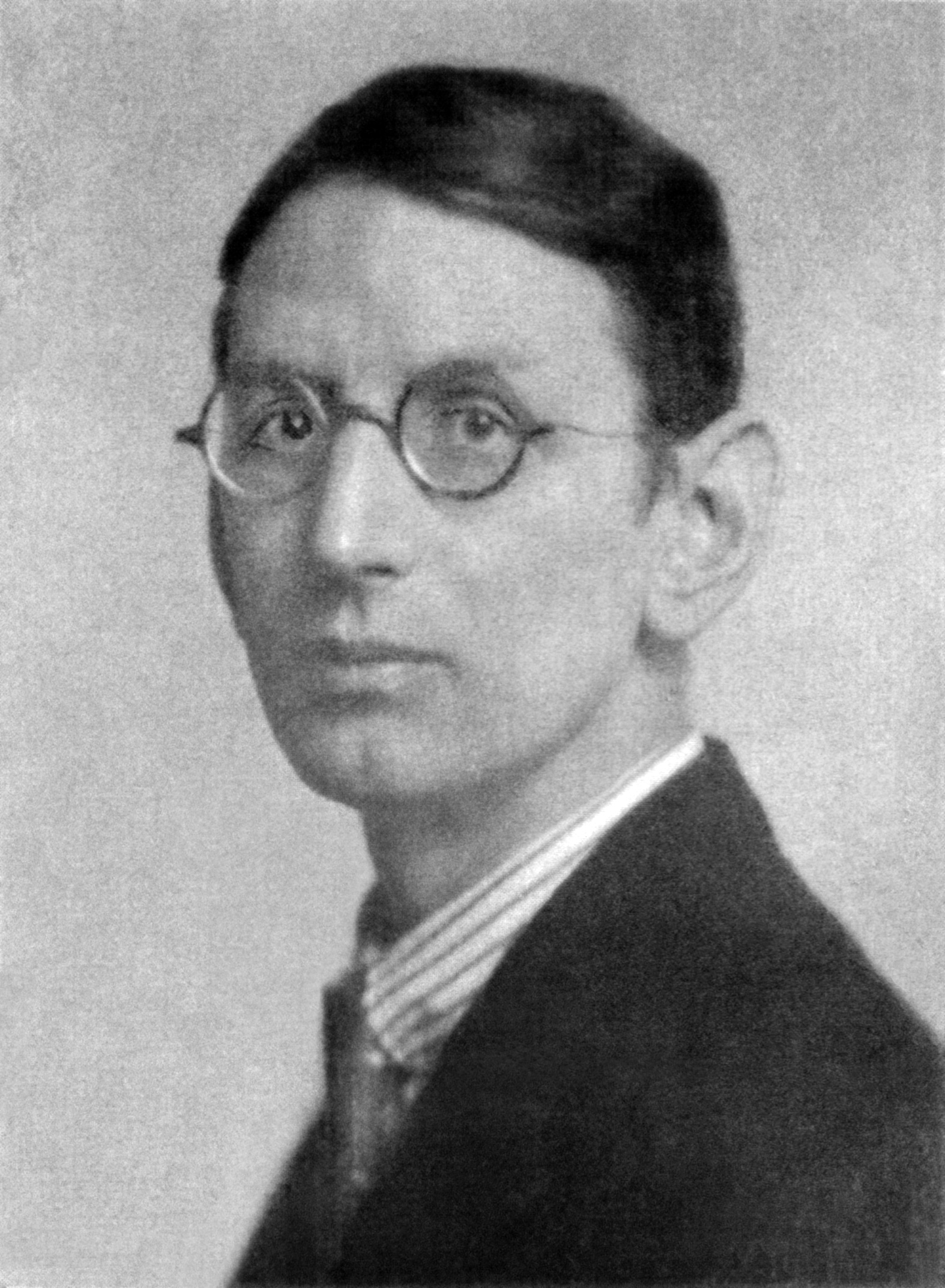
Yngve Larsson fotograferad av Ferdinand Flodin för Hvar 8 Dag 1920.

### Akademiska studier
År 1900 påbörjade Yngve Larsson studier vid Uppsala universitet. I Uppsala umgicks han med läroverksvännerna Otto Järte och Tor Bonnier, och även de sedermera författarna Sigfrid Siwertz och Sven Lidman knöts till kretsen. Han studerade bland annat historia och statsvetenskap för Harald Hjärne respektive Simon Boëthius och blev fil. kand. 1903. Under några månader fick Larsson "vila överansträngda nerver" hos läkaren Ernst Westerlund i Enköping och fortsatte därefter licentiatstudier med utlandsperioder i Heidelberg och vid Handelshochschule Berlin, för bland andra Hugo Preuss, samt vid London School of Economics.
Larsson tog licentiatexamen i statsvetenskap 1909 för Simon Boëthius, och disputerade för filosofie doktorsgrad  1913 på avhandlingen Inkorporeringsproblemet på uppdrag av Svenska stadsförbundets styrelse, definierat som "frågan om det rättsliga stadsområdets anpassning till det faktiska". Avhandlingen omfattade 1234 sidor och behandlade de förvaltningspolitiska och juridiska problem som den snabba urbaniseringen ställde dåtidens svenska städer inför. Verket fick ett respektfullt mottagande även utomlands under sin tid, och hade alltjämt 1920 en ställning som standardverk.
Dessförinnan hade han publicerat undersökningar av stadsförvaltningarna i en lång rad europeiska länder för CSA och stadsförbundet (se nedan), och avhandlingen blev den första av en serie utredningar som kom att behandla samma ämne.

### Politiskt arbete
Yngve Larssons politiska intresse väcktes under de första studieåren, och han blev först aktiv medlem i den liberala studentföreningen Verdandi för att sedan gå över till det nya socialdemokratiska Laboremus som han var med om att starta. Hans första insats som ung debattör gällde Norrlandsfrågan i Verdandi, men han fördjupade sig sedan i frågor som låg närmare hans studier: bostadsfrågan, jordreform, kommunalpolitiken i Stockholm och kommunala organisationsproblem. Larsson var från 1903 skribent i tidningen Social-Demokraten med Hjalmar Branting som chefredaktör.
Yngve Larsson engagerade sig tidigt i Centralförbundet för Socialt Arbete, och blev 1906 kassör i dess Jordreformförening, i samarbete med bland andra Erik Palmstierna, Gustav Cassel, Carl Lindhagen och Adrian Molin. Larsson var en aktiv deltagare i den radikala politiska diskussionsklubben Palmstiernas klubb som grundades 1908, och han blev medlem av det socialdemokratiska partiet. Larsson var författaren av det socialdemokratiska partiets kommunalpolitiska program 1911, av arbetarrörelsens idéhistoriker Jan Lindhagen kallat "ett av de allra finaste i den långa raden av socialdemokratins program". 1912 stod Larsson och Järte bland namnen bakom stiftelseurkunden till arbetarrörelsens Nya Banken.

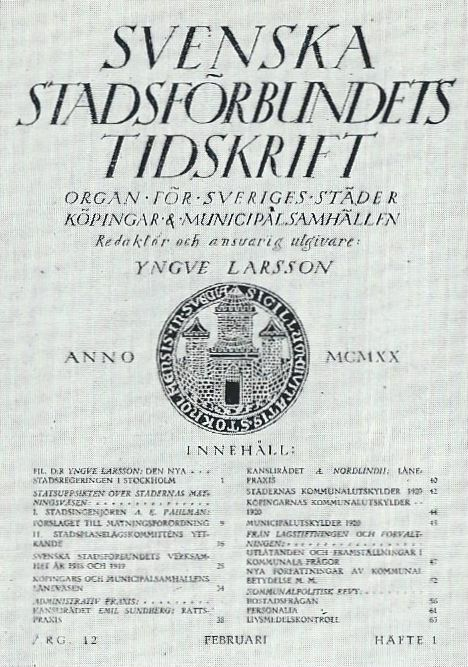
Stadsförbundets tidskrift, 1920

Larsson var under lång tid djupt engagerad i svensk bostadspolitik. Genom CSA publicerade han 1908 utredningen Kommunalsocialistisk bostadspolitik i utlandet. Han var senare en tongivande ledamot i Bostadskommissionen 1912–1918 och ordförande för den efterföljande Kommittén angående bostadssociala minimifordringar. Han medverkade även till bildandet av Stockholms Kooperativa Bostadsförening 1916, och var sekreterare för Svenska slöjdföreningens stora Hemutställning 1917.

#### Aktivism
Under första världskriget förespråkade Larsson jämte bland andra ungdomsvännen Otto Järte en tyskvänlig linje. De var båda medförfattare till den anonymt utgivna så kallade aktivistboken Sveriges utrikespolitik i världskrigets belysning (1915). Skriften var ett av de främsta uttrycken för första världskrigets svenska aktivism och reste krav på "en modig uppslutning vid Tysklands sida". Den tyske riksdagsledamoten Albert Südekum spelade en stor roll för författarna. Boken vållade upprörd debatt och ledde efter ingripande av ententevänlige partiledaren Hjalmar Branting till Larssons uteslutning ur SAP.
Yngve Larsson medverkade även jämte Järte vid grundandet av Svenska aktivismens organ Svensk Lösen, och Larsson lämnade flera bidrag till tidskriften under 1916. 1917 var han även en av stiftarna av den nationalistiska klubben Brunkeberg.

### Ämbetsman
År 1908 fick Larsson sin första tjänst inom Stockholms stad som amanuens under några månader för Josef Guinchard vid Stockholms stads statistiska kontor. Där fick han i uppdrag att utreda dels alkoholmissbrukets sociala verkningar, dels de kommunala tjänstemännens arbetstid. Larsson blev senare samma år vid grundandet av Svenska stadsförbundet (föregångaren till kommunförbundet) dess andre sekreterare samtidigt som vännen Erik Palmstierna utsågs till förbundets förste sekreterare. Larsson övertog senare Palmstiernas ledande roll; 1915 blev han förbundets förste sekreterare och 1918 dess direktör.
Som en följd av disputationen på inkorporeringsområdet 1913 blev Yngve Larsson samma år ledamot av Kommittén för kommunala nybildningar, vilken lämnade sitt betänkande 1918 och resulterade i lagen om ändring i kommunal och ecklesiastik indelning 1919.
Larsson var den drivande kraften bakom grundandet av Stadshistoriska institutet (numera Stads- och kommunhistoriska institutet) 1919 i samarbete med historikerna Nils Ahnlund och Nils Herlitz. Sedan 1994 delar institutet ut Yngve Larssons pris för stads- och kommunhistoriska insatser, instiftat av Svenska Kommunförbundets styrelse.
Redan 1912 engagerades Larsson i den stora författningsreformen i Stockholm 1920 som i hög grad bar hans prägel. Han hade som biträde till Pehr Rabe ett betydande inflytande över den Rabeska utredningen 1912–1914. Som sekreterare i Finansstyrelsekommittén kom han själv att utforma det slutliga förslag som godkändes av stadsfullmäktige den 16 juni 1919. Han valdes själv den 19 april 1920 av stadsfullmäktige till chef för stadskansliet i Stockholms stad; en betydelsefull roll för samordning av hela stadsförvaltningen som senare kom att kallas stadssekreterare. Chefen för stadskansliet hade sitt kontor i det nordvästra hörnrummet i rådsgången en våning upp i Stockholms stadshus. Som stadssekreterare förde Larsson bland annat protokollet för den utredning 1922 som resulterade i Stockholms stadsvapen. Den nyblivne kanslichefen kallades även av Socialstyrelsen till sakkunnig vid Bostadsräkningen 1920.

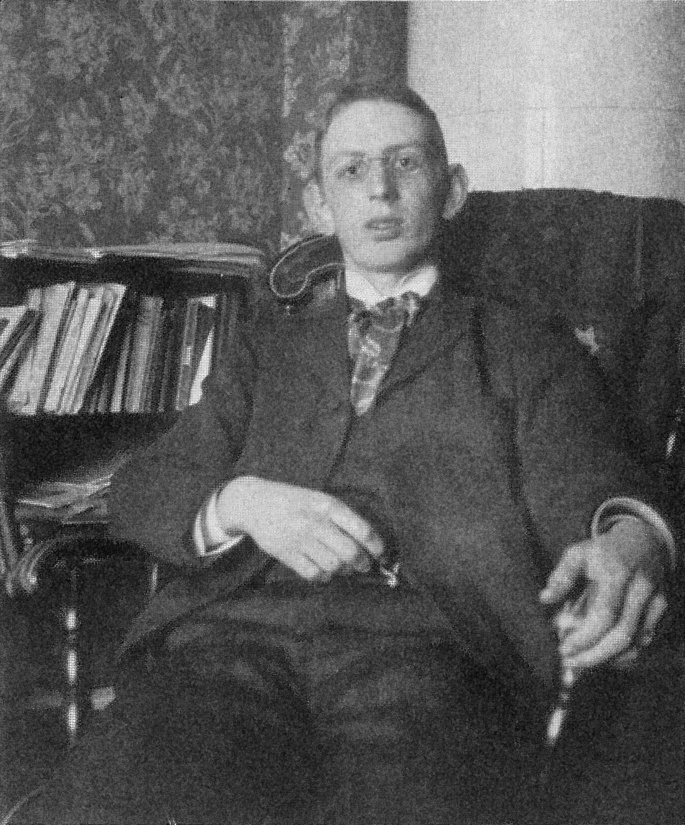
Student vid Uppsala universitet.
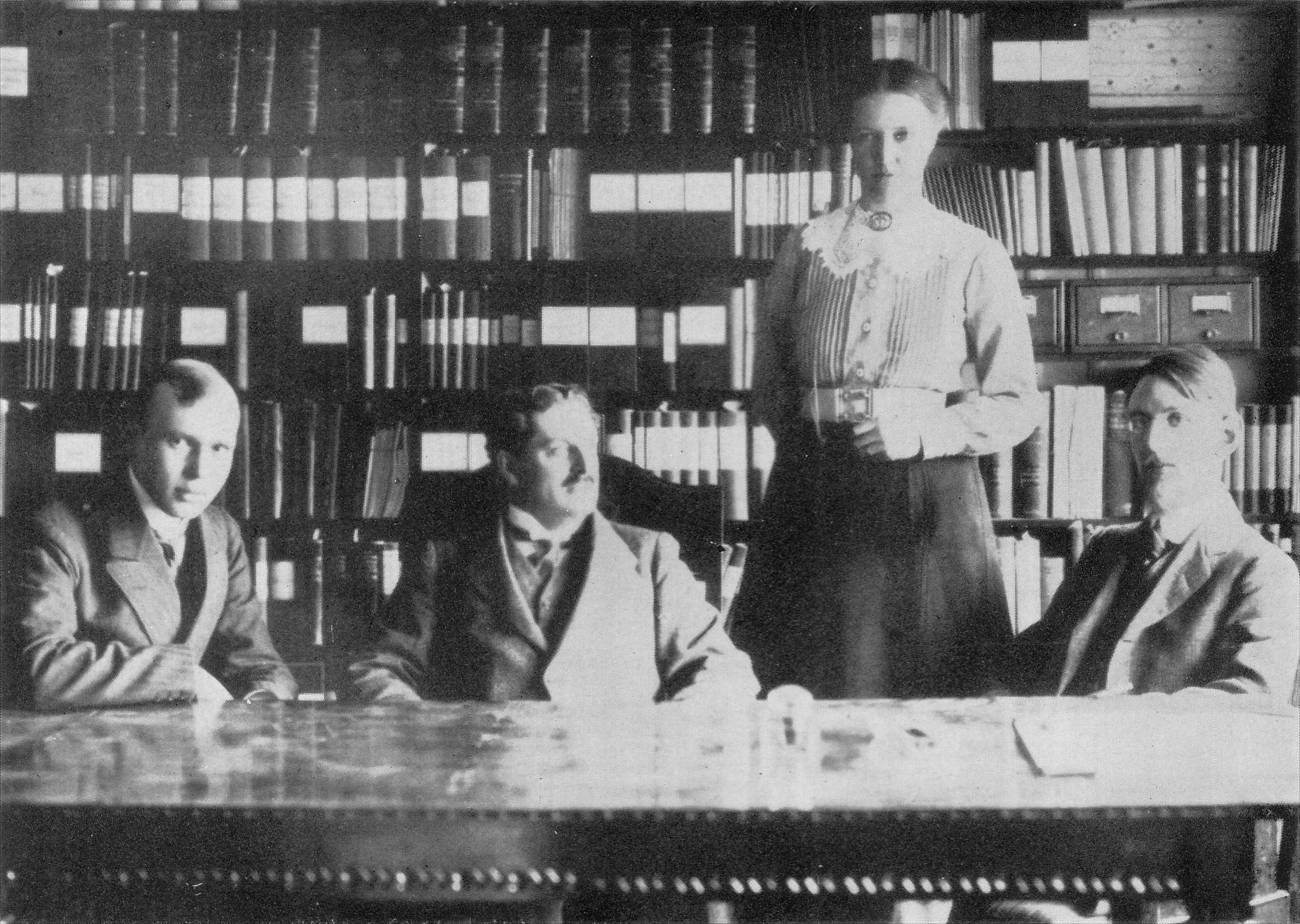
Stadsförbundets kansli 1910 Larsson längst till höger.
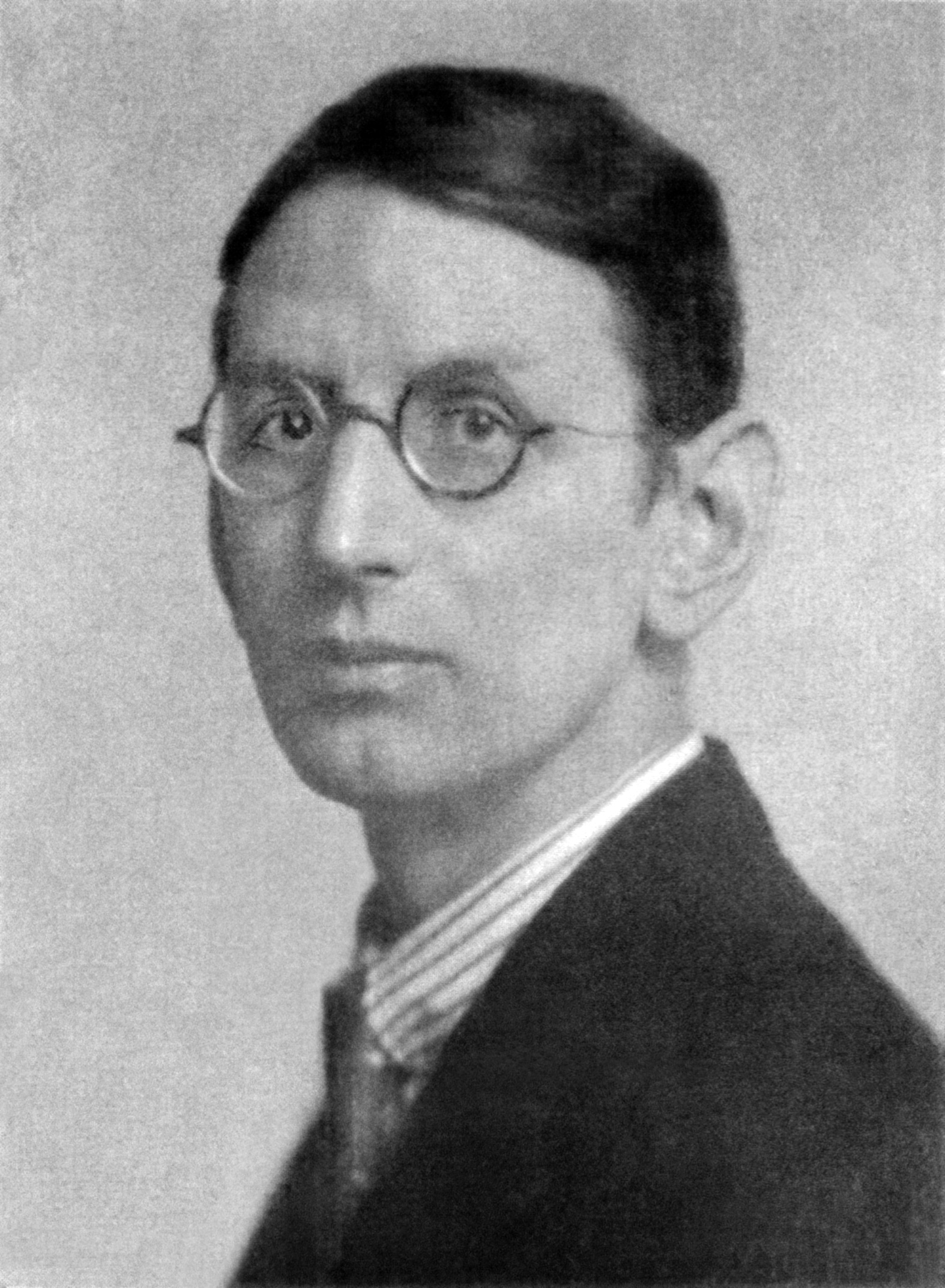
I Hvar 8 dag 1920.
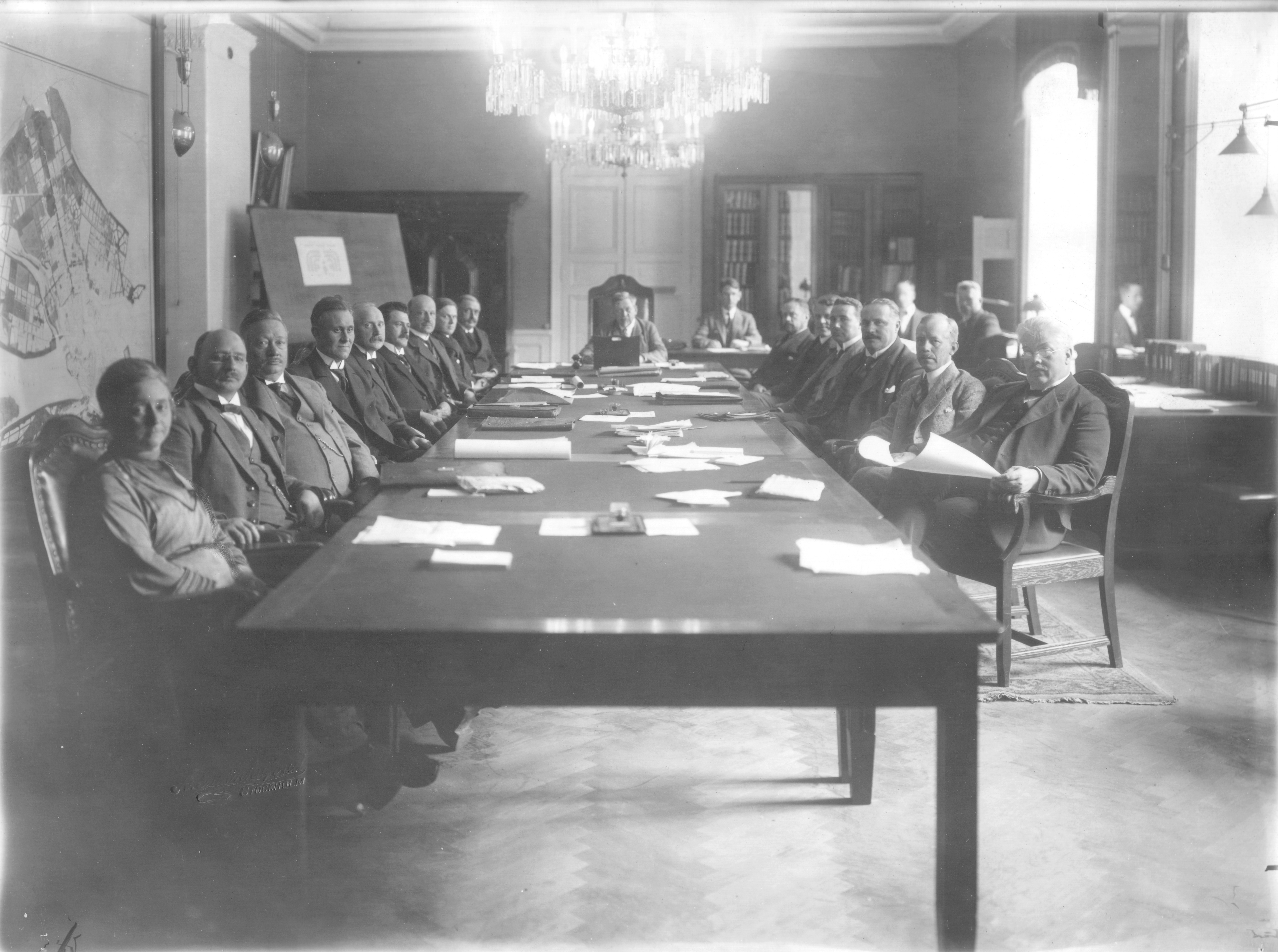
Stockholms stadskollegium 1921. Larsson sekreterare.

## Borgarråd (1924–1946)

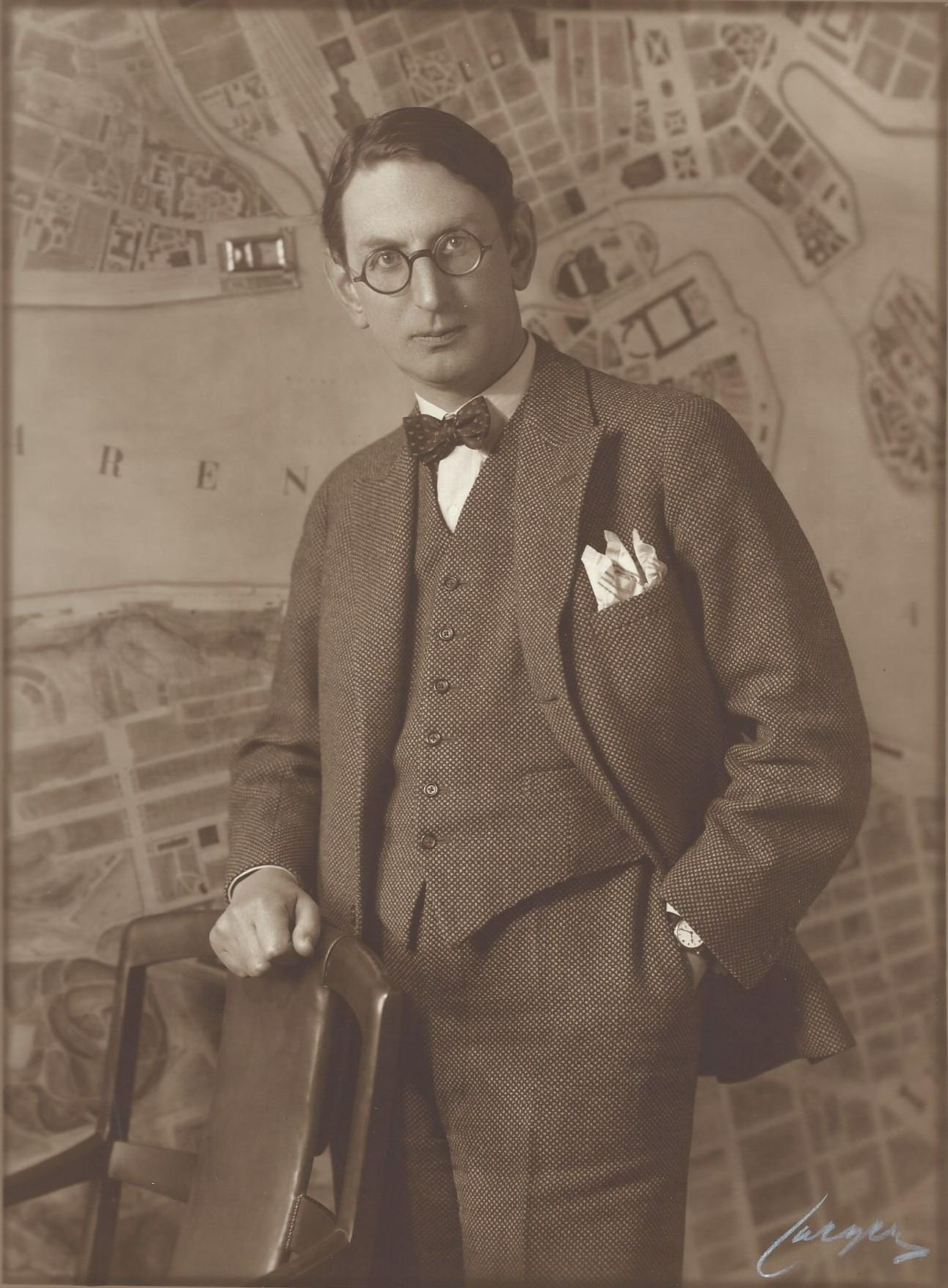
Larsson 1931, av Jaeger för Hvar 8 dag.

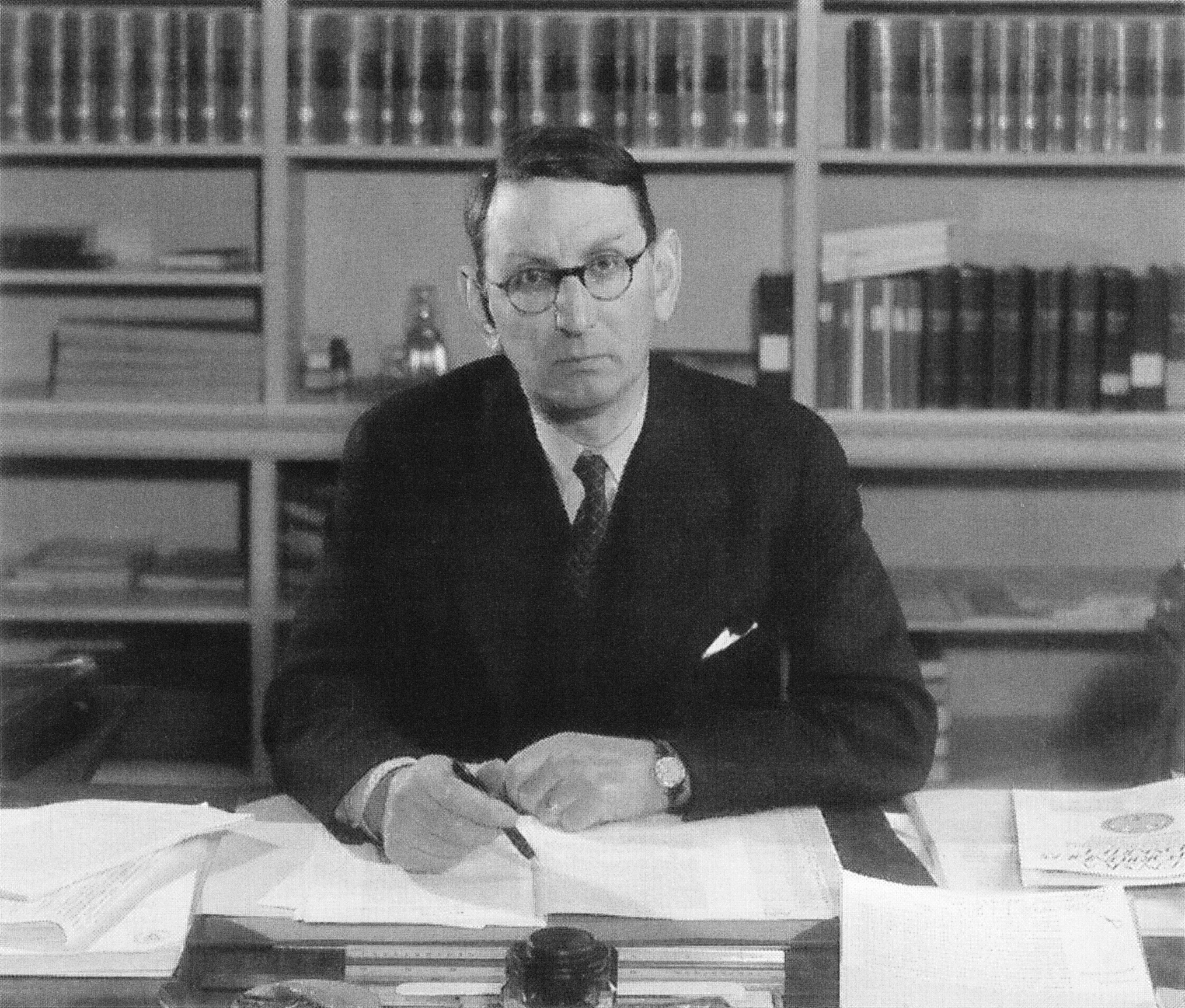
På tjänsterummet i Stadshuset, troligen 1930-tal.

Larsson blev borgarråd 1924 och förblev det till 1946. Han hade ansvar för i tur och ordning administrativa roteln, gaturoteln (från och med 1932) och stadsbyggnadsroteln (från 1940), och hade en central roll i beslutsprocessen för bland annat Slussen och Södertunneln (1930–1935), Väster- och Tranebergsbroarna (1934–1935), Bromma flygplats (1935–1936), Stockholms tunnelbana (1941), flera förorter,, Henriksdalsverket (1941) samt den stora Norrmalmsregleringen (1945).
Larsson var från början vald på opolitiskt mandat, men anslöt sig i slutet av 1920-talet till Liberala partiet. Vid det Liberala partiets samgående med Frisinnade folkpartiet till det nybildade Folkpartiet inför kommunalvalet 1935 anmälde Larsson sitt inträde i detta, och han valdes då även in i Stockholms stadsfullmäktige som Folkpartiets första namn i en valkrets på Södermalm.
Som gatuborgarråd och ordförande i kyrkogårdsnämnden var han 1935–1940 beställare och byggherre för anläggningen Skogskrematoriet med Monumenthallen och Trons, Hoppets och Heliga Korsets kapell vid Skogskyrkogården, som 1994 upptogs på Unescos världsarvslista. Larsson var även under 16 år ordförande för Slakthus- och saluhallsstyrelsen.
I gatunämnden var Larsson som ordförande drivande för att tillsätta arkitekten och funktionalisten Osvald Almqvist som stadsträdgårdsmästare 1936, och två år senare den mångårige efterträdaren Holger Blom, som några år tidigare arbetat för Larsson i Slussbyggnadskommittén. Yngve Larsson hade 1935 gjort en studieresa i USA med besök vid parkanläggningar i New York-regionen och beskrev senare sina intryck i Tidskriften Arkitektur:
| ”                                      | Jag återvände hem, besjälad av önskan att på liknande sätt kunna expandera och aktivera vår egen parkförvaltning. Visst finns det en sådan verksamhet också hos oss och framförallt i form av lekplatser och kälkbackar för barnen, dock ingalunda på sätt och omfattning som svarar mot behoven. […] Men man kände den latenta motsättningen mellan sådana aktiviteter och trädgårdsmästarens önskan att få ha sina gräsmattor i fred och skydda blommor, buskar och träd mot åverkan. Jag kan inte undgå minnet av de taggtrådar förvaltningen ansåg sig böra vira om trädstammarna som var särskilt intressanta för klättrande småpojkar – så fick det dock inte vara. | „ |
| – Yngve Larsson i Arkitektur nr 7/1969 | |   |

Bland Larssons borgarrådssekreterare märks den sedermera partiledaren och statsrådet Gösta Bohman, som på rekommendation av Anders Ahlén blev tillförordnad under några månader 1942, då den ordinarie sekreteraren blivit inkallad. Larsson föreslog därefter Bohman som biträdande sekreterare i Stockholms handelskammare. Gösta Bohman såg tillbaka på Yngve Larsson som en "stimulerande läromästare".

### Slussen och Södertunneln

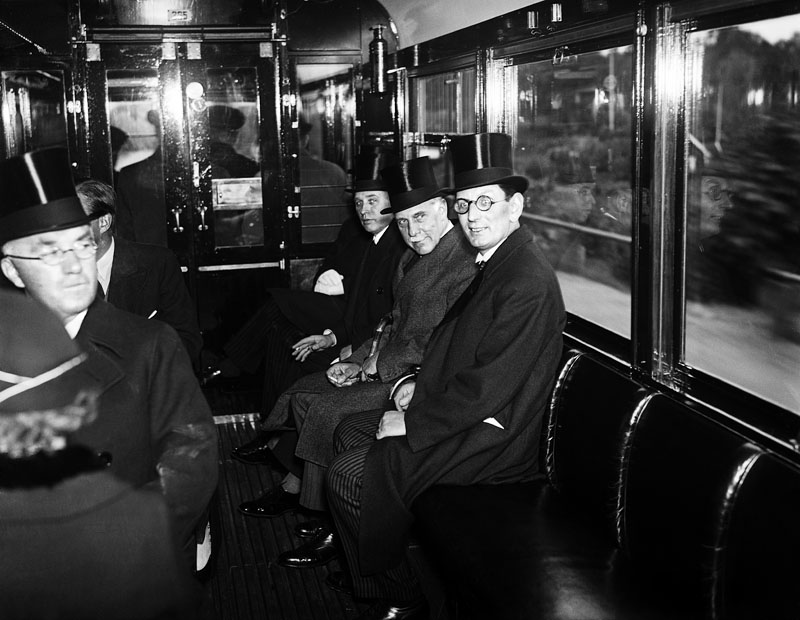
Invigningstur i Södertunneln 30 september 1933; Yngve Larsson till höger.

Under 1930-talet hade Larsson en ledande roll i den tidens stora ombyggnad av Slussen samtidigt med byggnationen av Södertunneln, stadens första tunnelbana. Han var ordförande för 1930 års trafikkommitté, vars förslag låg till grund för Stockholms stadsfullmäktiges investeringsbeslut 1931 att genomföra projekten. Utförandet uppdrog stadsfullmäktige åt gatuborgarrådet Larssons gatunämnd, vilken för ändamålet tillsatte Slussbyggnadskommittén med Larsson som ordförande. Kommittén porträtterades senare i en målning av konstnären John Hedberg, nu i Stadsmuseets samlingar.
Slussen invigdes den 15 oktober 1935 av kung Gustaf V och Yngve Larsson höll det inledande talet, där han bland annat myntade begreppet "en funkis-möbel i Mälardrottningens gemak" som beskrivning av Slussen.

### Bromma flygfält

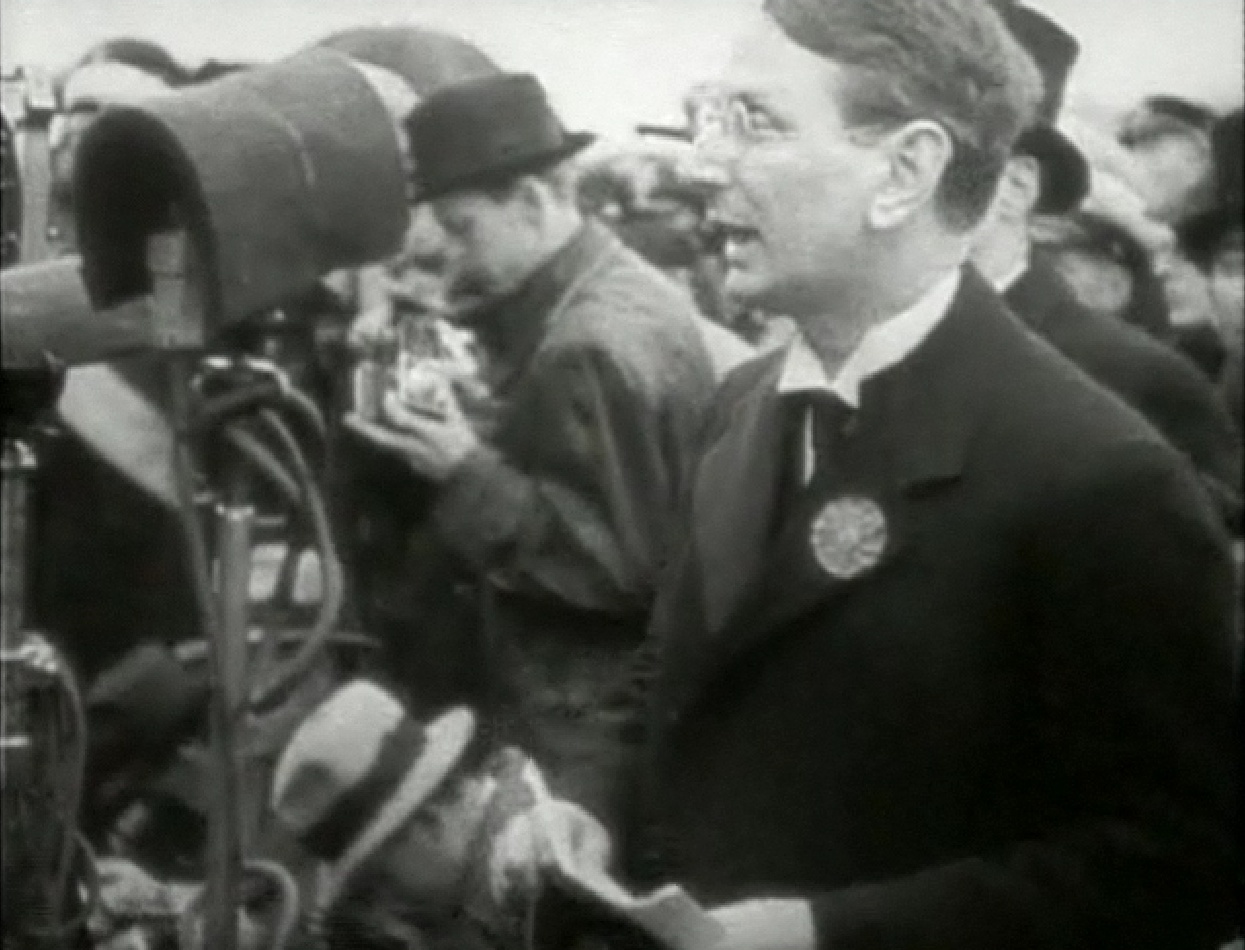
Yngve Larsson håller invigningstalet vid Bromma flygfält den 23 maj 1936.

Stockholms stad hade 1923 förvärvat Lindarängens flyghamn vid Ladugårdsgärde. Driften överläts först på Kungliga svenska aeroklubben, men 1928 tog staden över ansvaret för flyghamnen genom Flyghamnsstyrelsen med gatuborgarrådet Yngve Larsson som ordförande. Larsson var redan som barn teknikintresserad och hade tidigt intresserat sig för det begynnande trafikflyget, bland annat som flygbåtsresenär på sträckan Slite–Lindarängen 1925 och som deltagare jämte kommunikationsministern Carl Meurling vid invigningen av Stettins flygfält.
Larsson fick genom Flyghamnsstyrelsen 1928 ansvar för etableringen av ett nytt flygfält i Stockholm. Vid början av 1930-talet hade behovet stadigt växt. Flygfältet i Barkarby låg utanför stadsgränsen och relativt avsides. Sjöflygplanen som sedan 1920 startade och landade vid Lindarängen norr om Ladugårdsgärde kunde inte flyga vintertid på grund av is. Under 1920-talet hade de funnits planer på att upprätta en landflygplats vid Skarpnäck, men den 30 juni 1933 beslöt stadsfullmäktige att bygga ett flygfält vid Riksby i Bromma. Lördagen den 23 maj 1936 hölls invigningstalen i regn, rusk och dimma av Gustaf V och Yngve Larsson. Flygplatsen hade då kostat cirka 5,7 miljoner kronor.
Under de första beredskapsåren upprättade staden under Larssons flyghamnsstyrelse reservflygfält i Skarpnäck i sydöstra Stockholm och i Skå-Edeby på Ekerö. Larsson genomförde senare ett markbyte med Kronan av Bromma flygplats mot Gärdet i mitten av 1940-talet. Flyghamnsstyrelsen verkade till Larssons pensionering 1946, då Bromma flygplats övergick i statlig regi.

### Stockholms tunnelbana
Yngve Larsson var ordförande för utredningen Tunnelbanedelegerade 1940, som ledde fram till att Stockholms stadsfullmäktige 1941 beslutade om utbyggnaden av ett tunnelbanesystem. Under decennierna efter kriget genomfördes detta enorma projekt som även innefattade byggandet av nya förorter kring de nya stationerna.
Denna satsning kunde genomföras i tämligen stor enighet mellan de inflytelserika aktörerna i staden kring visionen att tunnelbanan var den bästa lösningen både på stadens bostadsfråga och på problemet med tilltagande trängsel på innerstadens gator. Larsson var den främste strategen bakom denna lösning. Under mellankrigstiden beredde han först vägen för tunnelbaneutbyggnaden på många olika sätt, och därefter bidrog han till att skapa en bred enighet kring tunnelbanevisionen.
| ”                                                    | I vissa faser av ett systems tillblivelse kan nyckelpersoner som förmår förena synsätt och överbrygga kulturskillnader mellan olika grupperingar vara av avgörande betydelse för att ett skeende ska kunna starta. I fallet Stockholms tunnelbana var Larsson en sådan gränsöverskridare eller systembyggare. | „ |
| – Daniel Jonsson m fl, Infrasystemens dynamik (2000) | |   |

### Förorternas planering
Yngve Larsson hade även en central roll i flera stora projekt för att inkorporera och bygga ut förorter till Stockholm under 1900-talet, något som även hade varit temat för hans doktorsavhandling Inkorporeringsproblemet 1912. Larsson initierade en Utredning angående stadsplanen för Gubbängen 1943 som har beskrivits som den första kvalificerade stadsplaneutredningen i Stockholm och fick stor betydelse för den fortsatta förortsplaneringen och överhuvudtaget för stadsplaneringen i Sverige under efterkrigstiden. Till Larssons insatser räknas även den första uppgörelsen om inkorporeringen av Spånga landskommun och Hässelby villastads köping 1944. Han var också i början av 1950-talet ordförande för den 1951 grundade Stor-Stockholms samarbetsdelegation.
Larssons roll i efterkrigstidens planering av Stockholm och de nya förorterna uppmärksammades internationellt. Den amerikanske stadsplaneraren Clarence Stein skrev bland annat att:
| ”                      | They have developed an organization for city building that is second only to that of the London County Council. But it differs from that in having a broader, more complete goal and ideal. This has been due I think largely to Yngve Larsson's statesmanship; also to his sympathetic understanding with Markelius and Sidenbladh as architect-planners, and with Holger Blom (an architect, too), who makes the parks throughout Stockholm rich with blooming color. | „ |
| – Clarence Stein,1960, | |   |

### Norrmalmsregleringen

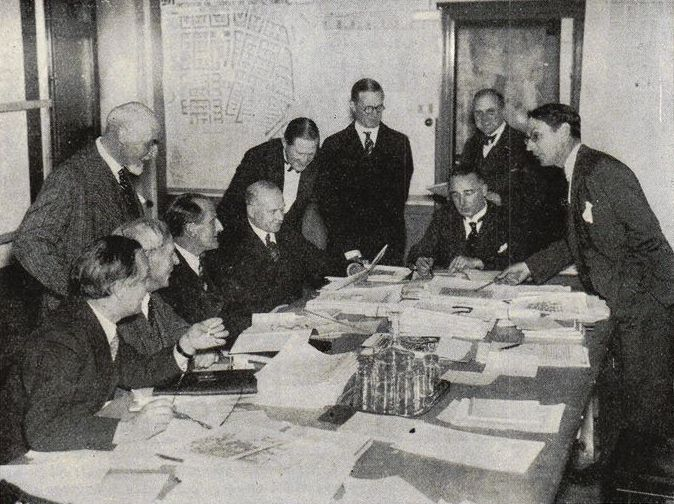
Prisnämnden för stadsplanetävlingen 1933, vice ordförande Yngve Larsson till höger.

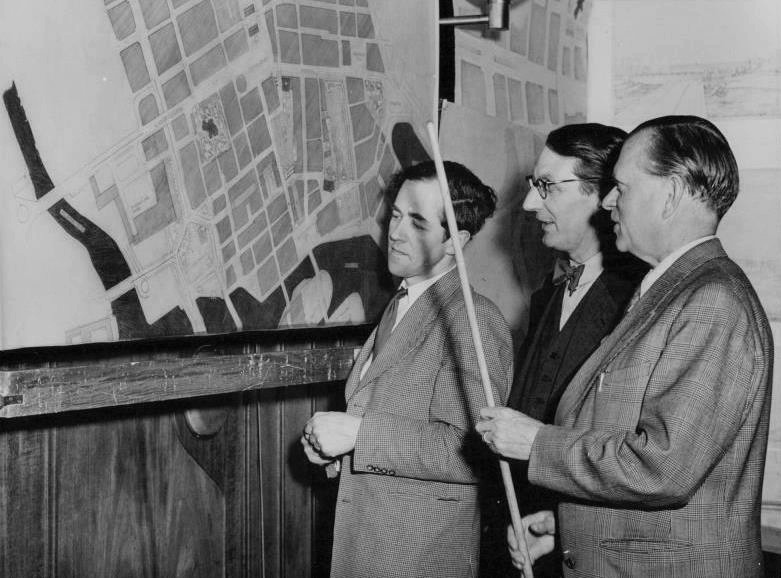
Borgarrådet mellan arkitekterna David Helldén och Sven Markelius 1946.

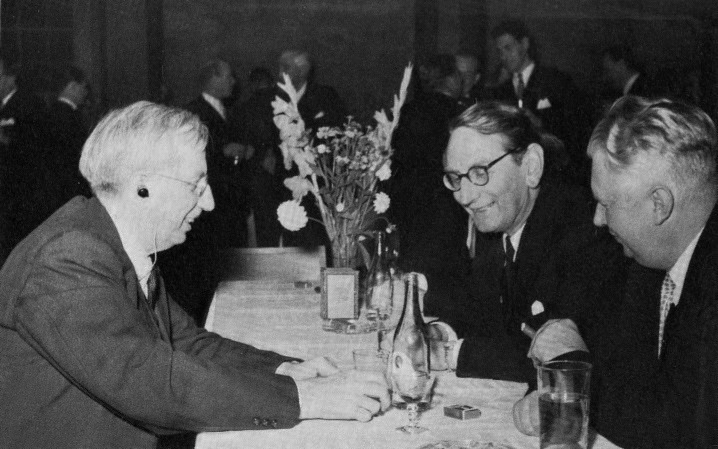
Vänskaplig paus i debatterna: Z Höglund, Yngve Larsson och Carl Albert Andersson, 1940-tal.

Larsson var från 1940-talet den drivande kraften bakom regleringen av Nedre Norrmalm, ansedd som den mest omfattande stadssaneringen i svensk historia. De gamla Klarakvarteren fick i en framstegsoptimistisk och modernistisk anda ge plats åt Stockholms moderna city med bland annat Sergels torg och Hötorgscity med Hötorgsskraporna, som han gav namnet "De fem trumpetstötarna".
På Larssons initiativ beslutade stadsfullmäktige 1944 att upprätta en ny generalplan för Stockholm. Promemorian Det framtida Stockholm: Riktlinjer för Stockholms generalplan där de grundläggande förutsättningarna för trafiksystemet fastställdes upprättades därefter under våren 1945 på stadsplanekontoret. Det principiella regleringsbeslutet om Sveavägens framdragande till Sveaplatsen (sedermera Sergels torg) och Hamngatan fattades därefter i stadsfullmäktige 1945 och resulterade i 1946 års cityplan. Det var vid stadsfullmäktiges behandling av ärendet som han i en framtidsvision myntade den bevingade musikaliska liknelsen om "fem trumpetstötar" för Hötorgsskraporna:
| ”                                                                                 | Gå Sveavägen söder ut, låt oss säga en aprildag 1965! På andra sidan Kungsgatskorset och de breda boulevardernas mera konventionella husblock reser sig en helt ny arkitektur, väldig i sin skala, men ändå ljus, lätt, nästan elegant, med sina tvärställda himmelssträvande huskroppar. Mellan dem lyser västerhimlen, med blåa fläckar och farande moln, med skuggor och dagrar över de metallglänsande fasaderna. De fem höghusen upprepar, med något olika klangfärg, samma motiv, det ena följer på det andra i den stora, nästan högtidliga ordning stadsbyggaren bestämt. Och under dem rör sig, sorlande, intensivt och färgrikt, storstadens liv, samlat inom en stor arkitektonisk gemenskap. Detta är vad jag kommer att uppleva en aprildag 1965. Till mig talar denna stadsbild om kraft att skapa och tro på framtiden, med den musikaliska uttrycksfullhet som tillhör den stora arkitekturen: fem sköna ackord, fem trumpetstötar i ett Händelskt festspel. Jag kan redan höra dem. | „ |
| – Yngve Larsson, inför stadsfullmäktige vid behandlingen av Delstadsplan II, 1952 | |   |

Under Larssons sista år på 1960- och 1970-talen kom han att känna en växande besvikelse över hur den ursprungliga planen förvaltades och utvecklades, och han kom att analysera om han glömt väsentliga frågor för att nå direkta resultat. Larsson kom tidigare än de flesta andra involverade i projektet att inse att en omprövning var nödvändig. Redan under 1950-talet försökte han som debattör att dämpa den fortsatta cityregleringen, och 1959 efterlyste han, med en ny bevingad musikalisk liknelse, "kammarmusik" i stället för trumpetstötar:
| ”                                                 | Ett stort, ett väsentligt problem återstår. Man påminns om det varje gång man från någon av gatorna nedanför Brunkebergsåsen mellan trånga husväggar skymtar det nya citys ljusa, festligt svävande arkitektur – dess inverkan på omgivningen, dess stora skala i förhållande till den som eljest gäller på det gamla Norrmalm och som bör fortsätta att gälla kring stadsdelens nya accenter. Här är icke längre plats för de stora ingreppen, för festspel med trumpetstötar, utan för en stillsammare, men icke mindre innehållsrik kammarmusik. Men detta är en annan historia. | „ |
| – Yngve Larsson i Samfundet S:t Eriks årsbok 1960 | |   |

Norrmalmsregleringens senare utveckling kom att debatteras kritiskt i svenska medier och "rivningsraseriet" väckte protester med en kulmen under Almstriden 1971. Internationellt beundrades regleringen som en av de mest genomgripande och konsekventa cityomdaningar som genomfördes i Europa under efterkrigstiden, och organisationen av stadsplaneringen i Stockholm under tiden kring och efter kriget belönades av Internationella arkitektunionen med Sir Patrick Abercrombie Prize när det delades ut för första gången 1961.

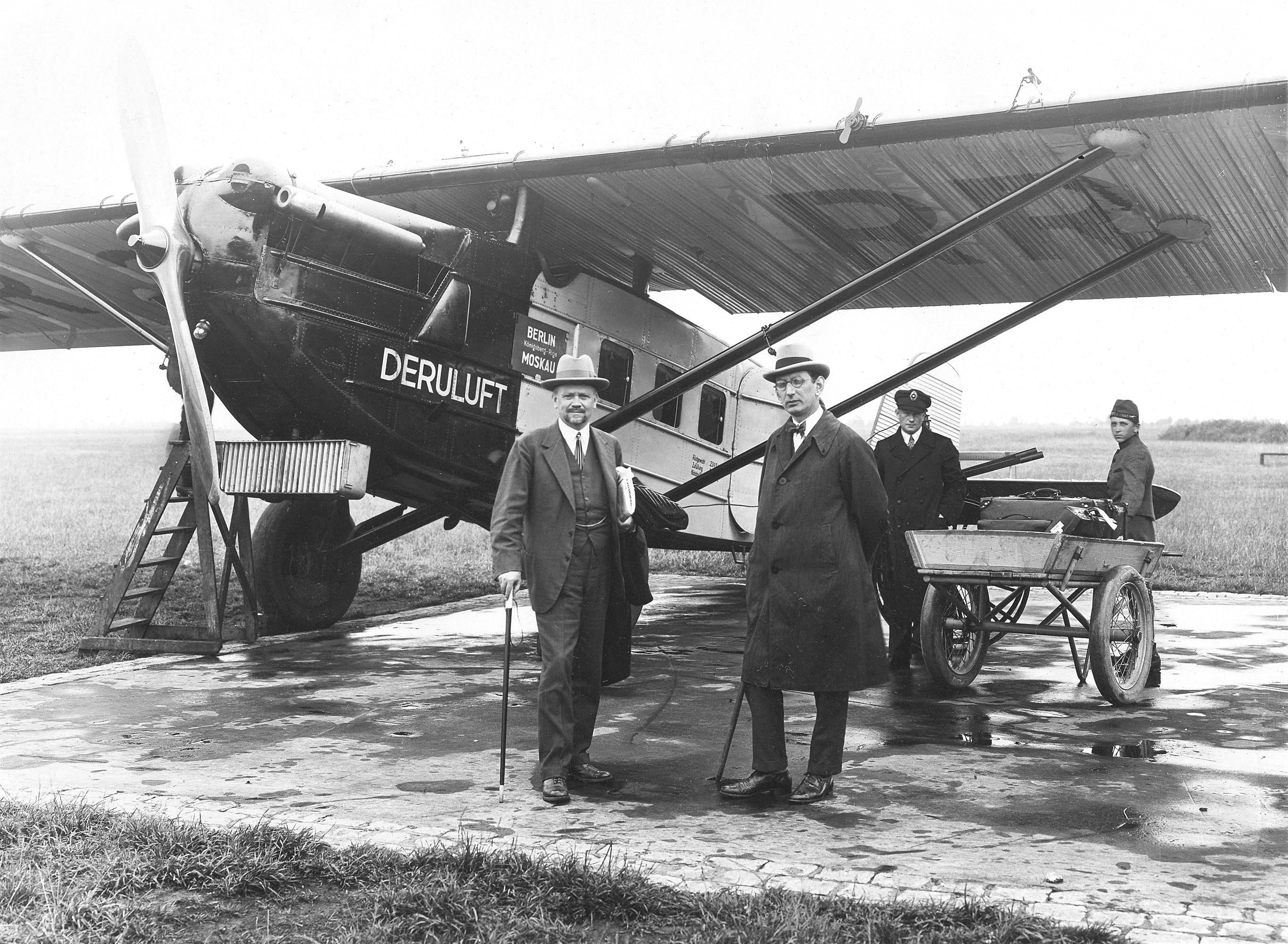
Larsson med kommunikationsministern Carl Meurling vid invigningen av flygplatsen i Stettin 1927.
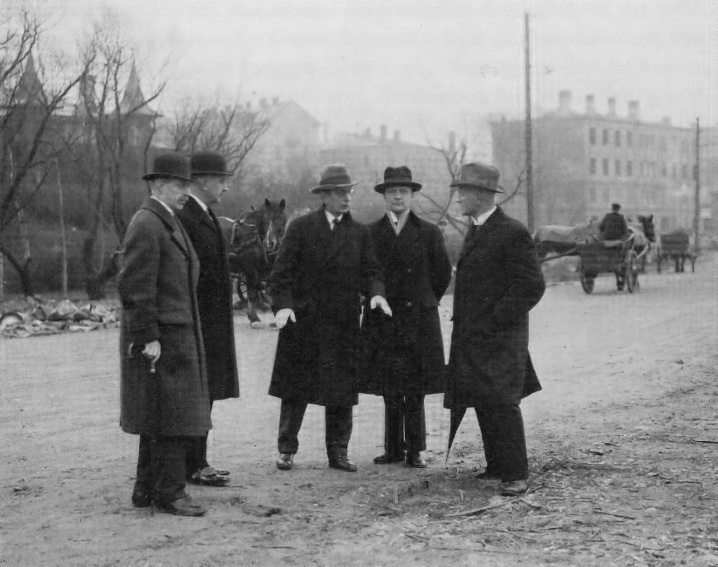
Borgarråd och gatukontor överlägger; Yngve Larsson tredje från vänster, troligen tidigt 1930-tal.
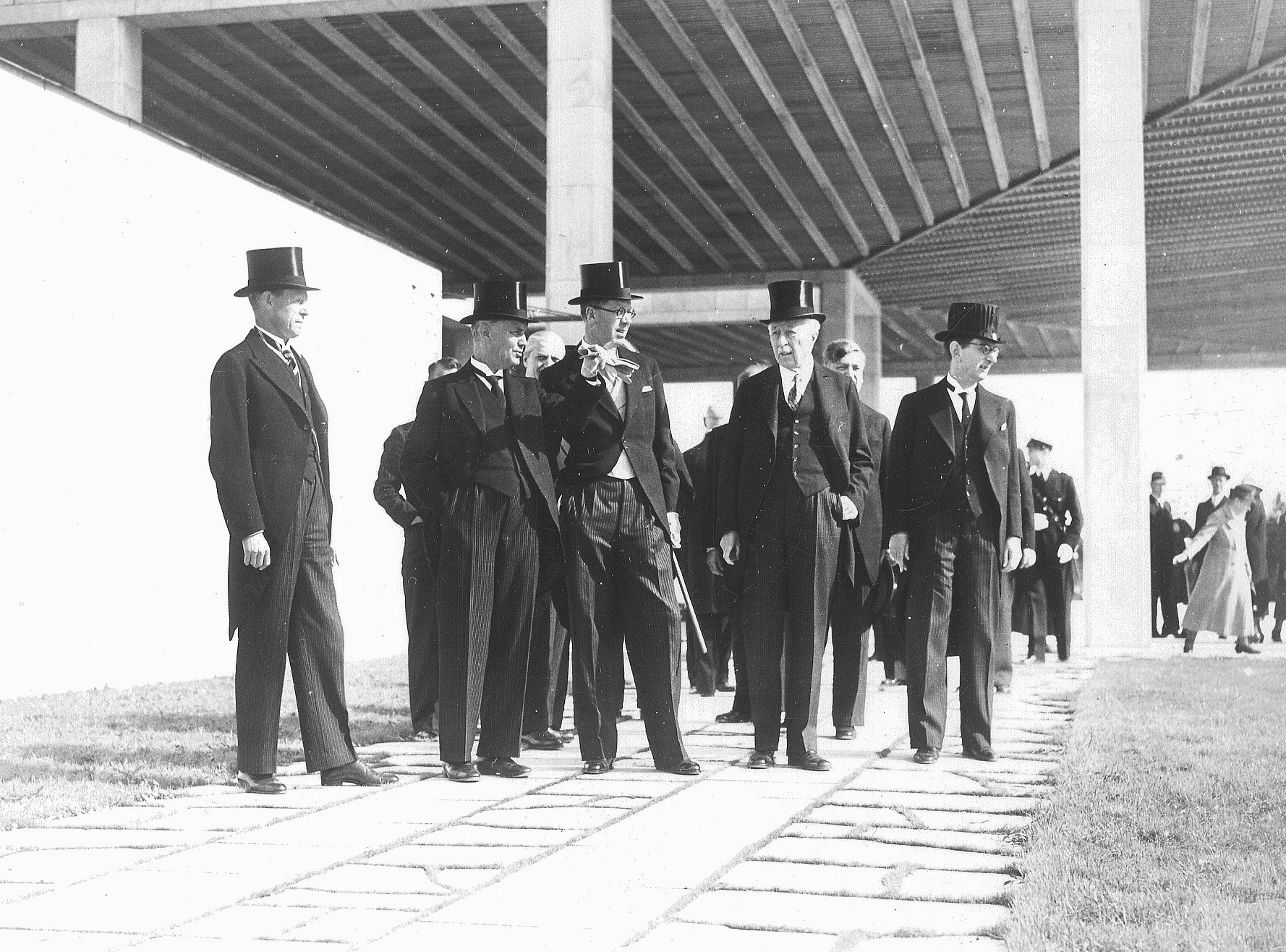
Invigning av Skogskrematoriet 1940: Asplund, Gustaf Adolf, Eugén och Larsson.
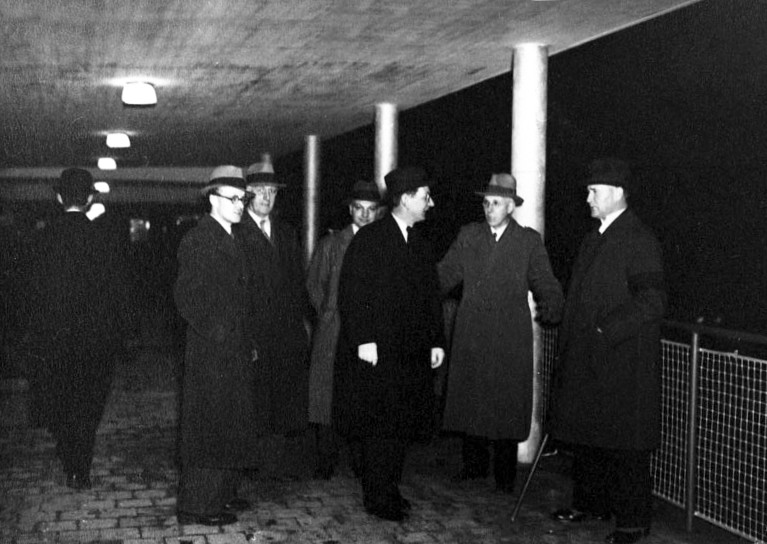
Slussbyggnadskommittén i en ny gångtunnel under Slussen. Ca 1935–1936.

## Nordisk opinionsbildare (1939–1948)

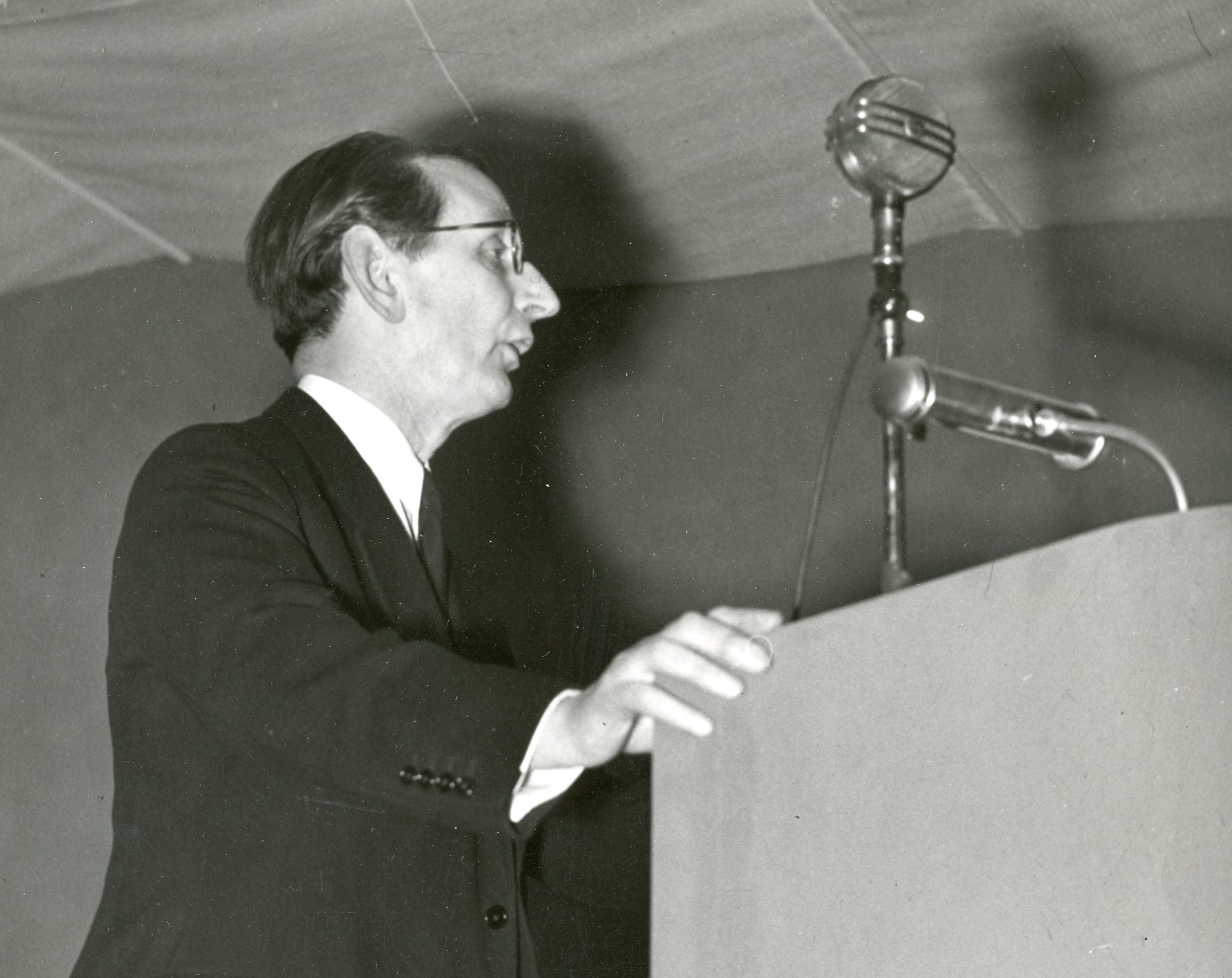
Yngve Larsson öppnar som ordförande för Svensk-norska föreningen den norska utställningen i Thulehuset den 10 mars 1943.

Under tiden för andra världskriget var Larsson ordförande för Stockholms stads kristidsnämnd och var verksam som politisk opinionsbildare med en klart antinazistisk, nordisk kurs.
Han var en av de ledande i Samfundet Nordens Frihet från dess start 1939 och styrelseledamot under hela dess verksamhetsperiod till 1945. Samfundet arbetade för att effektivisera det militära och humanitära stödet åt Finland, och senare då det strävade att stimulera den svenska försvarsviljan och motverka vad samfundet uppfattade som onödiga eftergifter åt tyska krav.
Som ordförande i Svensk-norska föreningen 1942–1948 arbetade han i samma anda och verkade bland annat för hjälp till flyktingar från det ockuperade Norge. Vid det Svensk-norska frivilligförbundets första opinionsmöte pläderade Yngve Larsson i ett tal för en stor och snabb insats av Sveriges krigsmakt: "en humanitär aktion i militär form, att sättas i verket i det fall kriget återvänder till Norge, med alla de härjningar och massakrer som följer med nazistisk krigföring". Talet publicerades även i Dagens Nyheter. På fredsdagen 1945 var Yngve Larsson jämte Gustaf Aulén en av de två svenska kulturpersoner som bjöds in att uttala sig om Nordens nyvunna frihet i Svenska Dagbladet. 1946 utnämndes Larsson av kung Håkon VII av Norge till kommendör med stjärna av Sankt Olavs orden "for særlig fremragende fortjenester av Norges sak under krigen".

## Äldre statsman (1946–1977)

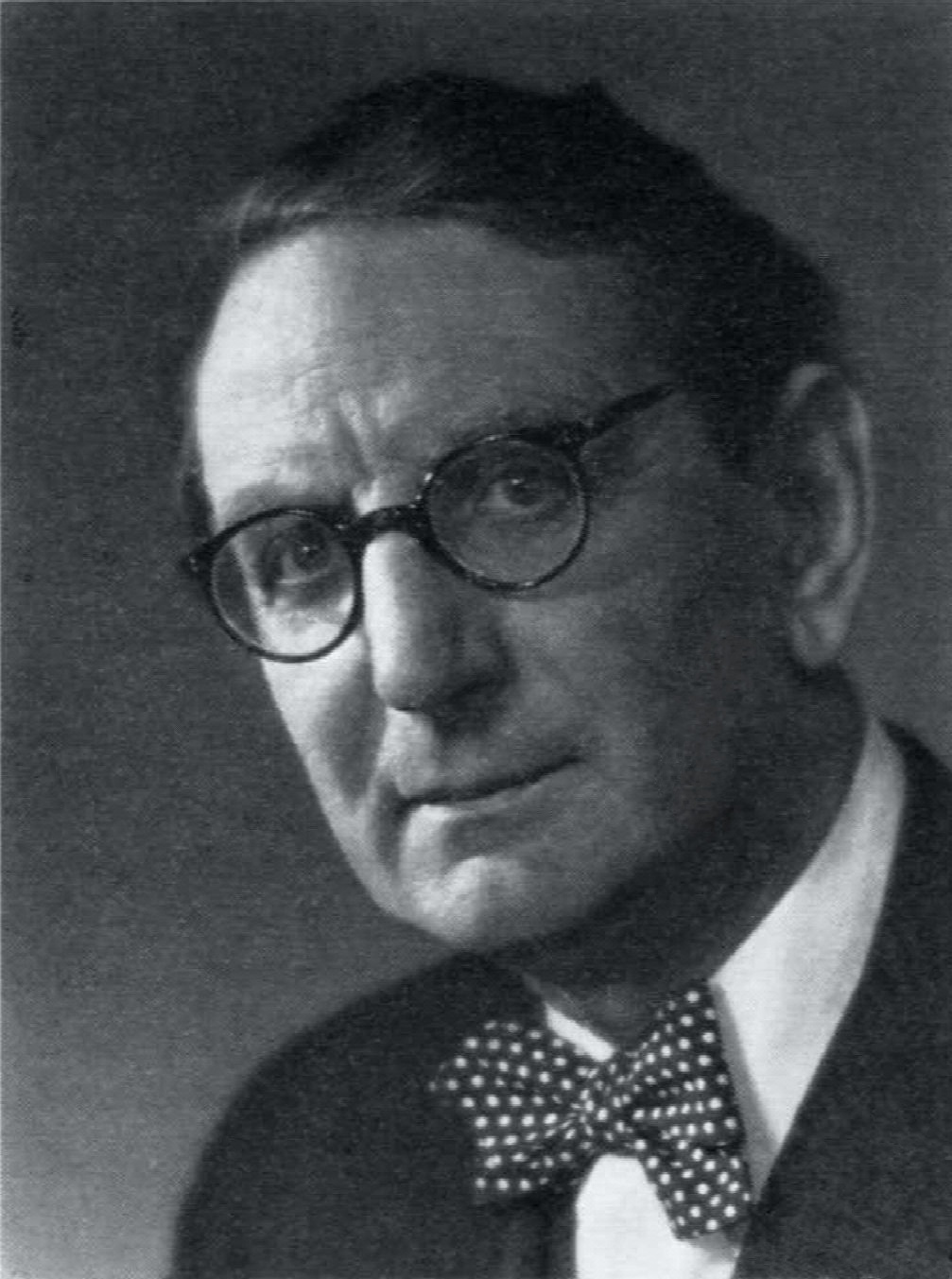
Yngve Larsson 1950, porträtt i SBL.

Efter att ha avgått som borgarråd kom Larsson att få ytterligare drygt aktiva 30 år som en "äldre statsman" inom Stockholmspolitiken och riksdagen.

### Riksdagen och styrelser
Larsson var riksdagsledamot 1946–1952. I riksdagen var han bland annat suppleant i konstitutionsutskottet och ledamot av statsutskottet och första tillfälliga utskottet samt kanslideputerad. Som riksdagsman blev han även ledamot av kommunallagskommittén och år 1948 ordförande för bostadskollektiva kommittén, som publicerade sitt första betänkande 1952 och slutbetänkande 1956.
Larsson var även aktiv som ledamot i styrelserna för bland annat Dagens Nyheter (1940–1966), Expressen och Svenska stadsförbundet (1942–1951).

### Stadskollegiet och generalplaneberedningen

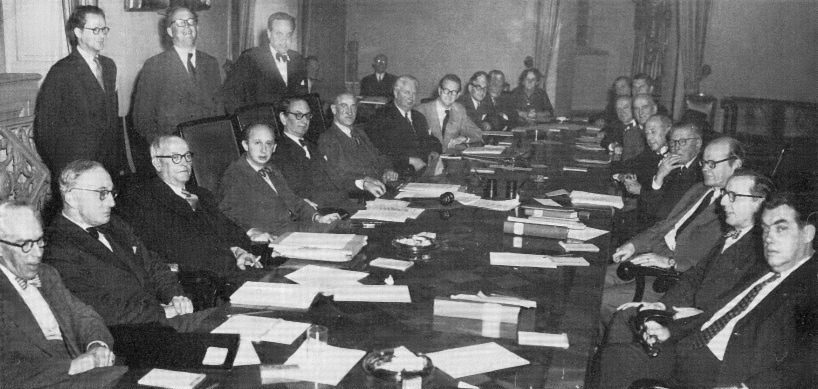
Stadskollegiet hösten 1953; ordförande Larsson flankerad av Hjalmar Mehr.

Parallellt med riksdagsuppdraget behöll Larsson en stark förankring i Stockholmspolitiken, och kvarstod som ledamot av Stockholms stadsfullmäktige och var ordförande för Folkpartiets stadsfullmäktigegrupp 1946–1954. Kommunalvalet 1950 blev Folkpartiets mest framgångsrika någonsin i Stockholm, och Larsson blev då som ledare för det vinnande blocket ordförande för Stockholms stadskollegium (dåvarande kommunstyrelsen) efter femton år som ledamot. 1954 avgick han från denna post och lämnade samtidigt stadsfullmäktige, nära 73 år gammal.
1955 skulle byggnadsnämnden och stadsplanenämnden slås samman, och Larsson blev dess vice ordförande fram till 1960. Han kvarstod även som ledamot och till och med 1966 som vice ordförande för Generalplaneberedningen (ursprungligen Nedre Norrmalmsdelegationen) som han själv initierat 1951. 1961 engagerade han sig som medlare i Vårbyaffären, där han även författade den försoningskommuniké till försvar för borgarrådsinstitutionen som inkorporerings-affärens båda kontrahenter Gunnar Dalgren (fp) och Hjalmar Mehr (s) ställde sig bakom.
Larsson avgick från Generalplaneberedningen 1970, då 89 år fyllda. De sista åren kom han att betraktas med respekt och man lyssnade artigt på hans utförliga invändningar mot Norrmalmsregleringens utveckling, men hans reella inflytande hade minskat.

### Akademiker och stadshistoriker
Efter borgarrådstiden kom Yngve Larsson även att verka som skribent och föredragshållare. 1947 var Larsson en av grundarna till Föreningen för Samhällsplanering, och blev ledamot av dess styrelse såväl som av redaktionskommittén för dess tidskrift PLAN, där han även författade den inledande artikeln i premiärnumret, på temat Regionplaneringens administrativa problem. 1958 var han inbjuden talare på temat Våra framtida städer vid Akademiska föreningen i Lund, vid sidan av arkitektur- och konstprofessorerna Sune Lindström, Peter Bredsdorff, Nils Ahrbom och Aron Borelius.
Ett par månader efter att organisationen av stadsplaneringen i Stockholm belönats med Sir Patrick Abercrombie Prize 1961 skrev Yngve Larsson artikeln Building a city and a metropolis : the planned development of Stockholm inför en konferens i Stockholm för Förenta nationernas expertgrupp för stadsplanering. Artikeln publicerades även i Journal of the American Institute of Planners 1962, samt som en av sju artiklar i boken Stockholm: regional and city planning utgiven av stadskollegiet 1964. I mitten av decenniet var Larsson Royer Visiting Professor vid University of California, där han publicerade essän Municipal, Regional, and National Planning in Sweden i en bok författad av, förutom Larsson, den amerikanske ekonomiprofessorn och presidentrådgivaren Lauchlin Currie och den holländske ekonomiprofessorn och direktören för Centraal Planbureau(nl), Pieter de Wolff(nl).
Under 21 år, 1949–1970, var Larsson ordförande för Stadshistoriska nämnden som han hade grundat 1919 (se ovan). 1950 hade stadsfullmäktige på initiativ av Yngve Larsson och bland andra finansborgarrådet Zeth Höglund beslutat att ställa medel till förfogande till stadskollegiets handsbokskommitté för vetenskapligt forsknings- och utredningsarbete av värde för Stockholm, och 1954 uppdrog fullmäktige åt handbokskommittén att låta utarbeta ett särskilt samlingsverk över Stockholms utveckling under de senaste hundra åren. Inom denna ram kom Larsson under sina sista år på 1960- och 1970-talen att på stadens uppdrag författa tre volymer om totalt 1 250 sidor: På marsch mot demokratin och Mitt liv i Stadshuset (två volymer). Mitt liv i Stadshuset kom även att bli hans självbiografi, vilken han fullbordade ett par veckor före sin bortgång. Verket kom att kallas ett monument över en epok i Stockholms historia.

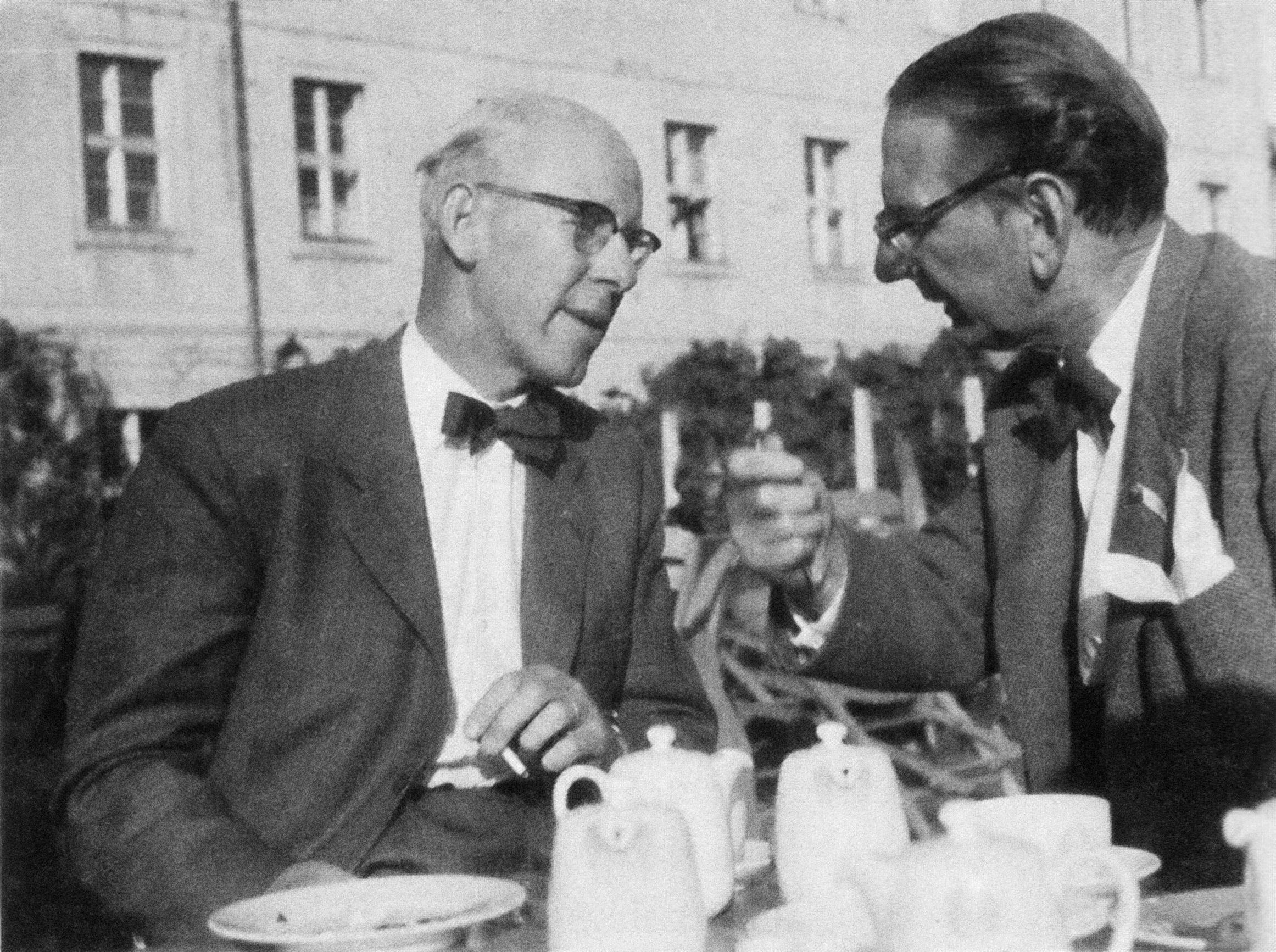
Anders Nordberg och Yngve Larsson vid en studieresa till bostadsbyggen i Berlin, 1950-tal.
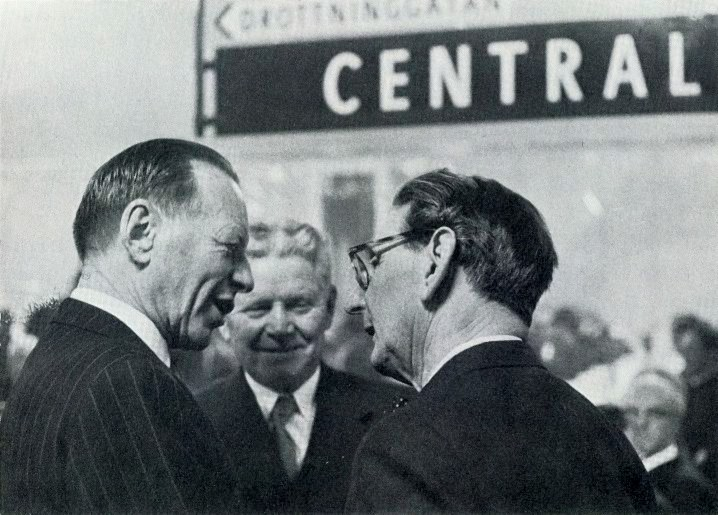
Fastighetsdirektör Berg, stadsingenjör Lundborg och Larsson; T-centralinvigning 1957.
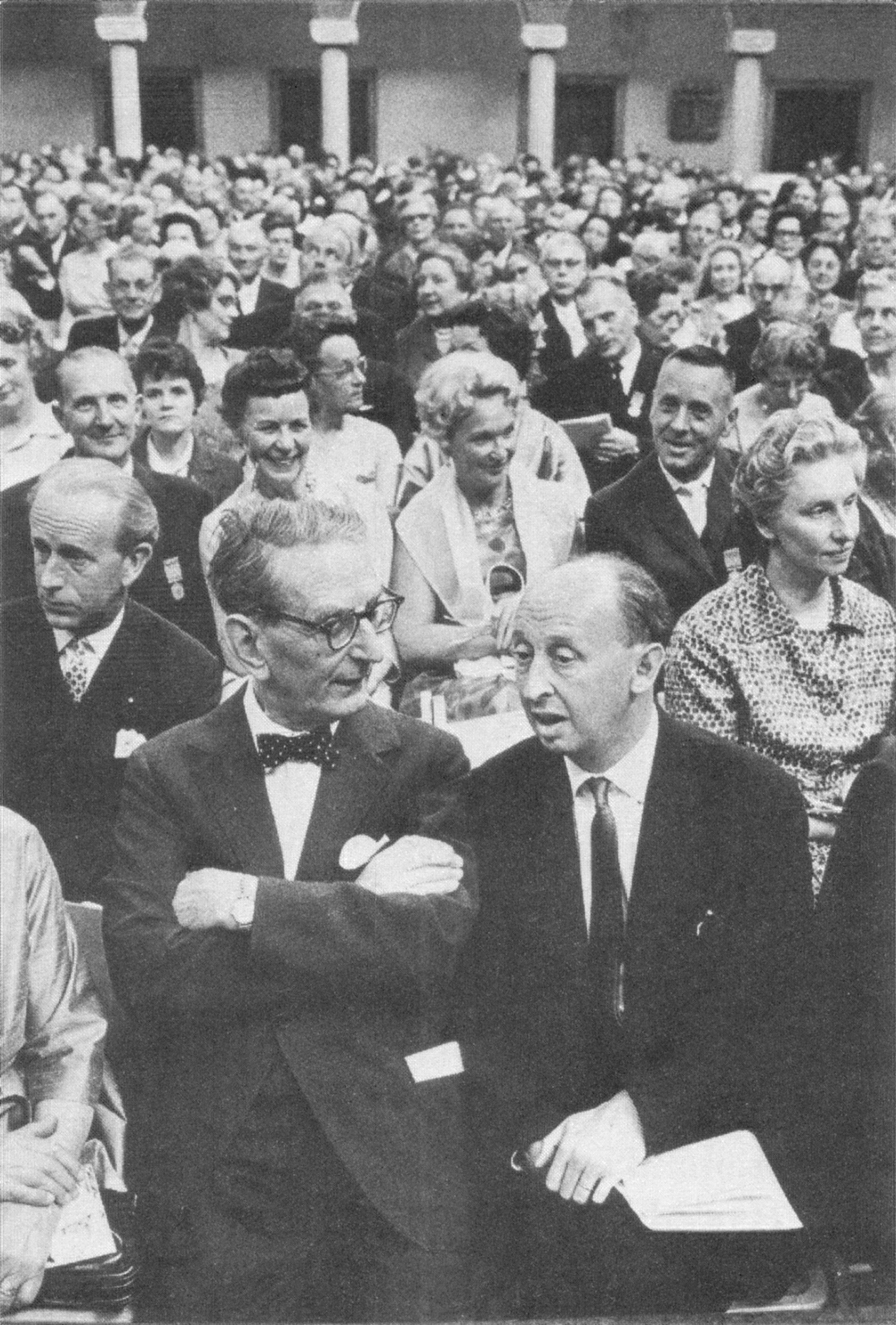
Larsson och Mehr; stadshusjubileum 1963.

### Bortgång
Yngve Larsson avled den 16 december 1977, tre dygn efter att han fyllt 96 år. Jordfästningen utfördes av Olof Lagercrantz i Heliga korsets kapell på Skogskyrkogården. Yngve och hustrun Elin Larsson är även begravda där, i grav nr 1A vid Trons kapell bredvid kyrkogårdens arkitekt Gunnar Asplund.

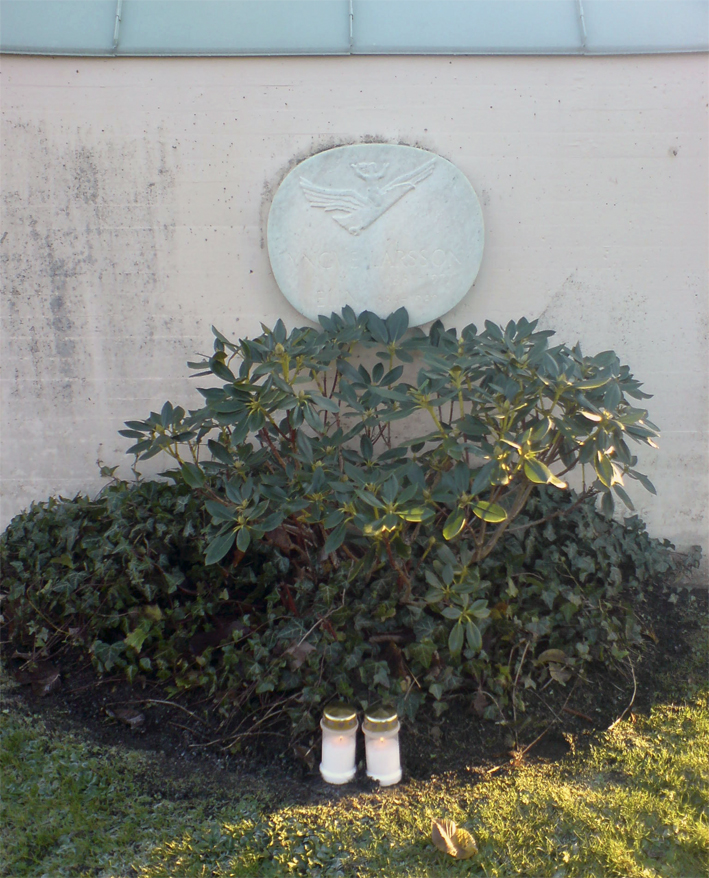
Larssons vilorum på Skogskyrkogården, 2008.

## Eftermäle

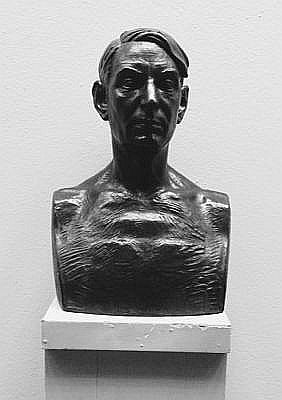
Yngve Larsson som bronsbyst av John Lundqvist i Stockholms stadshus.

Redan 1920 kallade tidskriften Hvar 8 dag Larsson för pioniär och auktoritet utan jämförelse på kommunalförvaltningens teori och praxis. Bland hans samtida författare omnämndes Larsson av Eyvind Johnson i Krilon-trilogin 1943.
Yngve Larsson fick mot slutet av sitt liv epitetet legendarisk, och kom att kallas sitt århundrades främste stadsbyggare i Sverige av bland andra sin politiske motståndare Hjalmar Mehr. Den amerikanske stadsplaneraren Clarence Stein refererade till Larsson som statsman. Svenska Dagbladet beskrev Yngve Larsson som Stockholms stadsfullmäktiges ojämförligt störste talare. Larssons stora stadshistoriska verk och självbiografi Mitt liv i Stadshuset (1977) sågs av stadskollegiets handbokskommitté som ett monument över en epok i Stockholms historia.
Dödsrunor över Yngve Larsson skrevs i Dagens Nyheter dels av Per Wästberg, dels av Hjalmar Mehr samt i Svenska Dagbladet av Gösta Selling. Larssons biografi i Svenskt biografiskt lexikon författades av tidigare stadsbyggnadsdirektören Göran Sidenbladh.
Sedan 1994 delar Stads- och kommunhistoriska institutet ut Yngve Larssons pris för stads- och kommunhistoriska insatser, instiftat av Svenska Kommunförbundets styrelse. Under 2000-talet har den svenske urbanhistorikern Anders Gullberg kallat Yngve Larsson för 1900-talets gigant i stadshuset och stockholmspolitiken, och Tage William-Olssons biografer beskriver Larsson som kanske den mest inflytelserike politikern i Stadshuset under 1900-talet.
Efter en motion i maj 2014 i Stockholms stadsfullmäktige av dess vice ordförande Ulf Fridebäck om att få en central plats i Stockholm uppkallad efter Yngve Larsson, så beslutade stadsbyggnadsnämnden 2016 om att ge parken mellan stadshuset, Serafimerlasarettet och Klara sjö namnet Yngve Larssons park.

### Utmärkelser
Yngve Larsson utmärktes med ett flertal svenska och utländska statsordnar, däribland 
Nordstjärneorden 1920,
Finlands vita ros orden, som han blev kommendör av 16 augusti 1924, "bl a för att outtröttligt bistått Finlands stadsförbund och dess organ Kommunala centralbyrån i Helsingfors"),
Vasaorden, där han blev kommendör av första klassen 6 juni 1941, 
norska Sankt Olavs orden, där han blev kommendör med stjärna, 1946, "for særlig fremragende fortjenester av Norges sak under krigen") och franska Hederslegionen.
Efter pensioneringen som borgarråd mottog Larsson S:t Eriksmedaljen 1947, och 1966 erhöll han Samfundet S:t Eriks plakett för berömliga insatser för Stockholm:
| ”                                                              | ...i hans egenskap av kunskapsrik organisatör av Stockholms nutida kommunalförvaltning, under en mansålder en drivande sporre till huvudstadens växt och vårdnad, rask och rådig ordförande i nämnder och kollegier, temperamentsfull debattör, inspirerande skribent, förnyare av det gamla, förädlare av det nya, en impulsiv och rakryggad Stadsmänniska. | „ |
| – Ur protokollet för Samfundet S:t Eriks årsmöte 14 april 1966 | |   |

Samma år blev han även hedersledamot av Samfundet för hembygdsvård och av Stockholms nation i Uppsala. Han tilldelades av Svenska PEN-klubben 1972 års Bernsstipendium för stockholmsskildrare:
| ”                                                      | De stora diktare som skildrar verkligheten skapar den samtidigt åt oss som kommer efteråt – se på Strindberg, Hjalmar Söderberg, Hjalmar Bergman. Den som skapar verklighet för andra att röra sig i har därmed gjort det möjligt för konsten och dikten att gripa in. Och det är Yngve Larssons insats. | „ |
| – Ur Per Wästbergs tal vid ceremonin på Berns salonger | |   |

Stadsplaneringen i Stockholm för tiden kring och efter andra världskriget uppmärksammades internationellt, och bland annat belönades Town Planning Service of the City of Stockholm av International Union of Architects med Sir Patrick Abercrombie Prize när det delades ut för första gången 1961.

### Porträtt
En bronsbyst över Yngve Larsson utförd av skulptören vid Skogskyrkogården John Lundqvist donerades av makarna Larssons arvingar till Stockholms stadshus, där den placerats på tredje våningen i Stockholms stadshus utanför kontoret för Stockholms Stadshus AB. I stadshuset vid Rådssalens bibliotek återfinns även bland annat ett porträtt över Yngve Larsson utfört av Nils Melander.
Porträtt över Larsson finns även utförda av Ulla Sundin-Wickman 1960 i den Bonnierska Porträttsamlingen samt ett (som medlem av Slussbyggnadskommittén) av John Hedberg i stadsmuseets samlingar. Dagens Nyheters Birger Lundquist gjorde flera teckningar av Yngve Larsson. Fotografiska porträtt utfördes av bland andra Ferdinand Flodin, Atelier Jaeger, och Jan de Meyere.
I ett parodiskt Utlåtande i anledning av förslag till ändring av mosaikmålningen å Gyllene salens norra vägg utförde Slussen-arkitekten Tage William-Olsson ett porträtt i akvarell och lavering av Yngve Larsson som Mälardrottningen i samband med Larssons 50-årsdag 1931. Titeln på boken i Larssons hand är Skam den, som tänker illa därom.

## Familj

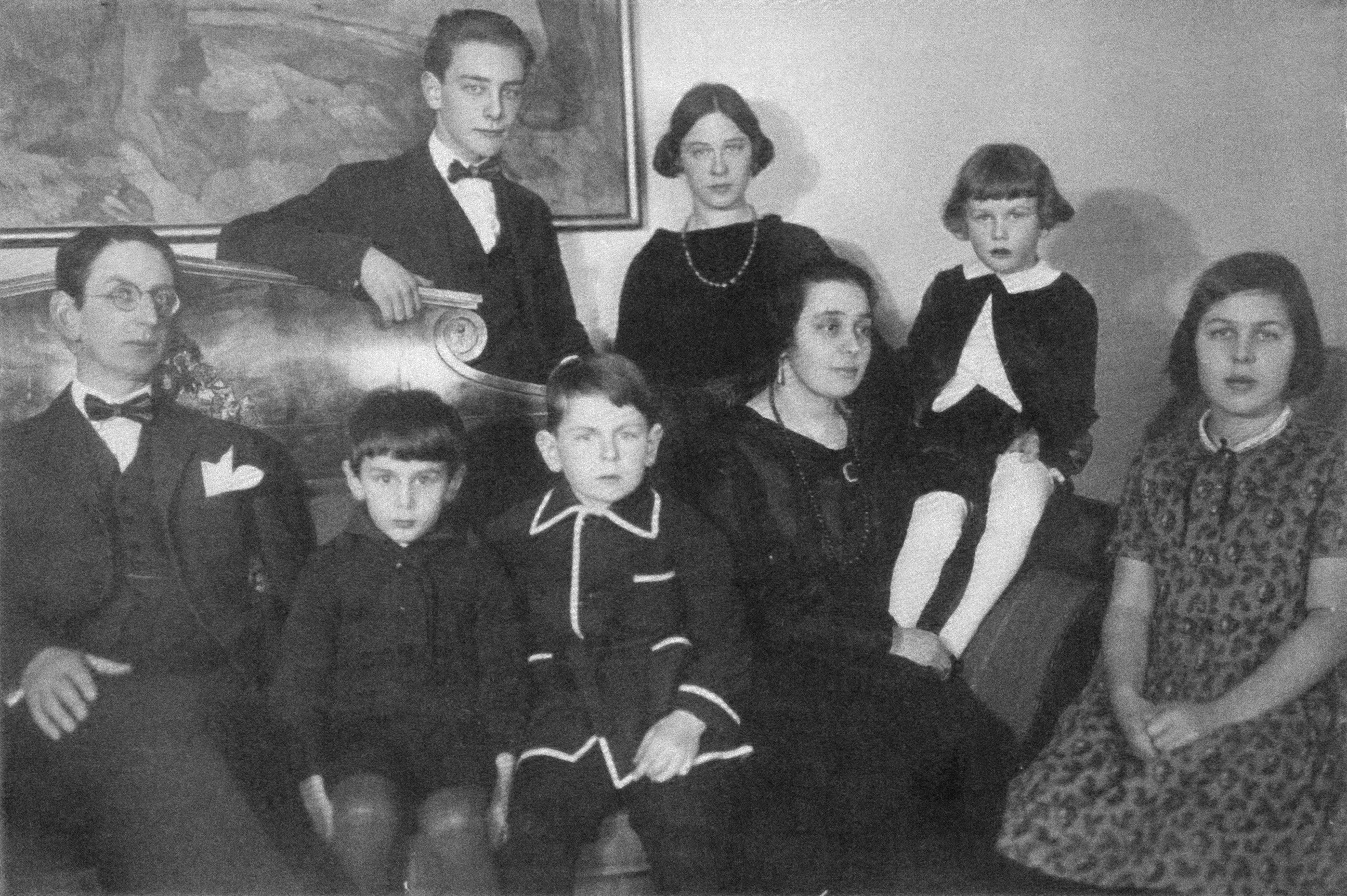
Familjen Larsson cirka 1925:
Stående: Matts och Verna. Sittande: Yngve, Yngve, Richard, Elin, Mårten och Ester.

Yngve Larsson gifte sig 4 januari 1904 med Elin Bonnier (1884–1980), dotter till bokförläggaren Karl Otto Bonnier och Lisen Bonnier. Paret hade introducerats vid en gymnasistbal år 1899 eller 1900 av hans vän och hennes bror Tor Bonnier. Paret fick tillsammans sex barn: läraren och översättaren Verna Lindberg (1905), gift med professor Folke Lindberg; SAF-direktören Matts Bergom Larsson (1908); textilkonstnären Ester Berggren (1911), gift med teologen Erik Berggren; bokhandlaren och författaren Richard Larsson (1915); Yngve A. A. Larsson (1917) professor i pediatrik samt arkitekt Mårten Larsson (1919), gift med inredningsarkitekten Lena Larsson.
Bland de 23 barnbarnen märks Martin Berggren (skådespelare, teaterregissör), Tobias Berggren (författare, poet), Maria Bergom Larsson (författare, kritiker), Jakob Lindberg (departementsråd, överdirektör) och Kristina Torsson (modeskapare, entreprenör), och bland barnbarnsbarnen Johan Berggren (chefredaktör), Jesper Bergom Larsson (filmproducent), Sara Szyber (designer), Fabian Torsson (musikproducent) och Palle Torsson (konstnär).
Familjen bodde från 1905 på Bergsgatan 4 på Kungsholmen, och lät 1907 bygga Villa Yngve Larsson i Storängen i Nacka, granne med hennes föräldrars vänner Hanna och Georg Pauli och hans bror Lennart Larsson. Från 1909 och fram till Elin Larssons bortgång 70 år senare kom familjen dock att bo i Villa Mullberget på Djurgården intill hennes föräldrars hem, Nedre Manilla, som uppfördes under samma tid. Båda Stockholmsvillorna ritades av stadshus-arkitekten Ragnar Östberg i en utpräglat nationalromantisk stil. Sommartid vistades familjen från 1918 på sommarnöjet Barnarve i Ljugarn på Gotland.

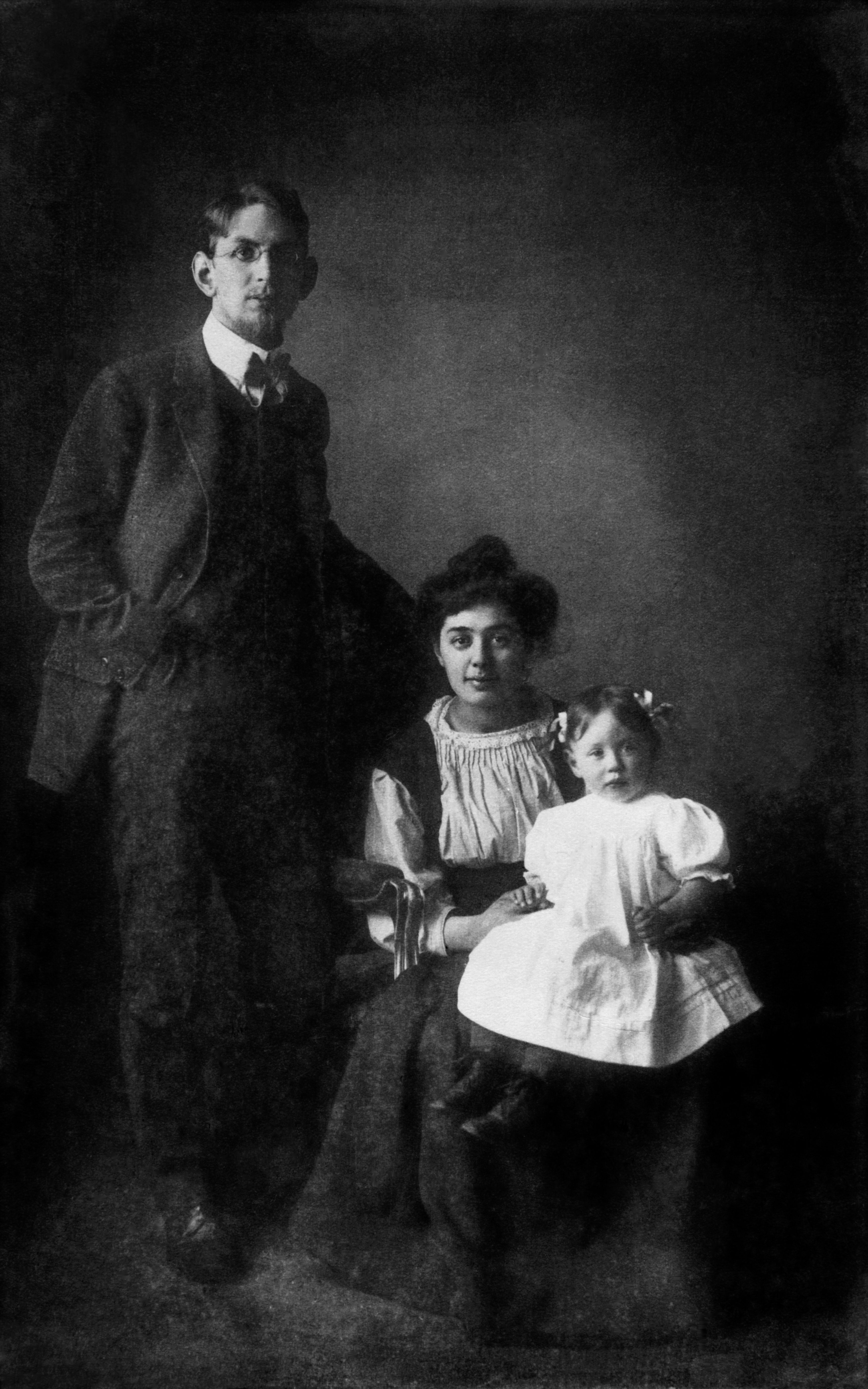
Yngve, Elin och Verna cirka 1907.
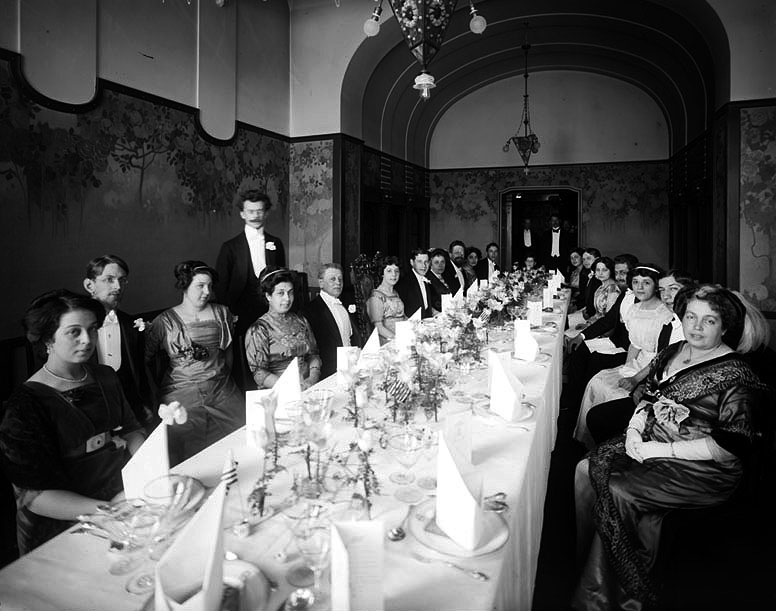
Middag hos svärföräldrarna 1910 (Elin och Yngve längst fram till vänster).
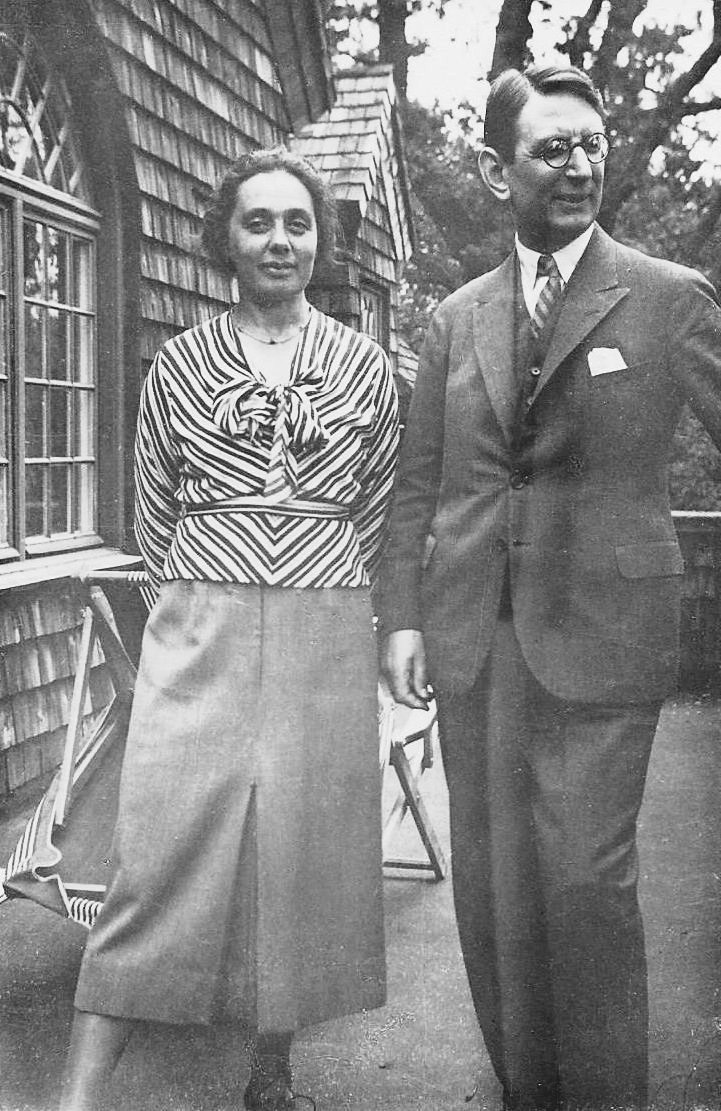
Makarna på Villa Mullberget 1932.

## Uppdrag
| Årtal     | Roll                         | Organisation                                                                   |
| --------- | ---------------------------- | ------------------------------------------------------------------------------ |
| 1912–14   | Sakkunnigt biträde           | Utredningen av Stockholms stads kommunala förvaltningsorganisation             |
| 1919–1920 | Sakkunnigt biträde           | Utredningen av Stockholms stads kommunala förvaltningsorganisation             |
| 1912–1918 | Ledamot                      | Bostadskommissionen                                                            |
| 1912-?    | Sekreterare                  | Stockholms bostadsförmedlingskommission                                        |
| 1913–1917 | Ledamot                      | Kommittén för kommunala nybildningar                                           |
| 1908–1914 | Andre sekreterare            | Svenska stadsförbundet                                                         |
| 1914–1918 | Förste sekreterare           | Svenska stadsförbundet                                                         |
| 1914–1920 | Redaktör                     | Svenska stadsförbundets tidskrift                                              |
| 1918–1920 | Direktör                     | Svenska stadsförbundet                                                         |
| 1942–1951 | Ledamot                      | Svenska stadsförbundets styrelse                                               |
| 1916–1919 | Ledamot                      | Kommittéer angående magistratsförvaltningens ordnande i städer under landsrätt |
| 1916–1918 | Ledamot                      | Stadsplanelagstiftningskommittén                                               |
| 1918–1920 | Sakkunnigt biträde           | Stockholms finansstyrelsekommitté                                              |
| 1919–1920 | Ledamot                      | Stadshistoriska institutets arbetsutskott (Stadshistoriska nämnden från 1955)  |
| 1926–1955 | Ledamot                      | Stadshistoriska institutets arbetsutskott (Stadshistoriska nämnden från 1955)  |
| 1949–1970 | Ordförande                   | Stadshistoriska institutets arbetsutskott (Stadshistoriska nämnden från 1955)  |
| 1920–1924 | Ledamot                      | Styrelsen för statistiska kontoret                                             |
| 1920–1924 | Ledamot                      | Svenska stadsförbundets bostadsråd                                             |
| 1920–1924 | Sakkunnig                    | Bostadsräkningen 1920                                                          |
| 1919–21   | Ordförande                   | Kommittén angående bostadssociala minimifordringar                             |
| 1920–1924 | Stadssekreterare, kanslichef | Stockholms stadskollegii kansli                                                |
| 1924–1946 | Borgarråd                    | Stockholms stad                                                                |
| 1924–1931 | Chef                         | Administrativa roteln, Stockholms stad                                         |
| 1924–1946 | Ordförande                   | Kyrkogårdsnämnden, Stockholms stad                                             |
| 1932–1940 | Chef                         | Gaturoteln, Stockholms stad                                                    |
| 1940–1946 | Chef                         | Stadsbyggnadsroteln, Stockholms stad                                           |
| 1924–1940 | Ledamot                      | Stockholms stadskollegium                                                      |
| 1938–1948 | Ordförande                   | Svenska stadsförbundets finansråd                                              |
| 1942–1948 | Ordförande                   | Svenska stadsförbundets stadsplaneråd                                          |
| 1939-?    | Inspektor                    | Vasa realskola                                                                 |
| 1939–1946 | Ordförande                   | Stockholms stads kristidsnämnd                                                 |
| 1939–1945 | Styrelseledamot              | Samfundet Nordens Frihet                                                       |
| 1945-?    | Ordförande                   | Civilförsvarsnämnden                                                           |
| 1946–1954 | Ledamot                      | Stockholms stadskollegium                                                      |
| 1950–1954 | Ordförande                   | Stockholms stadskollegium                                                      |
| 1924–1940 | Ordförande                   | Slakthus- och saluhallsstyrelsen                                               |
| 1925–1946 | Ordförande                   | Gatunämnden                                                                    |
| 1928–1946 | Ordförande                   | Flyghamnsstyrelsen                                                             |
| 1931–1933 | Ordförande                   | 1930 års trafikkommitté och dess arbetsutskott                                 |
| 1932–1936 | Ledamot                      | Slussbyggnadskommittén                                                         |
| 1934–1938 | Ledamot                      | Kommunala omorganisationskommittén                                             |
| 1935–1954 | Ledamot                      | Stockholms stadsfullmäktige                                                    |
| 1939–1940 | Ledamot                      | Tunnelbanedelegationen                                                         |
| 1939–1942 | Ledamot                      | 1939 års kommunallånesakkunniga                                                |
| 1940–1946 | Ordförande                   | Stadsplanenämnden                                                              |
| 1940–1966 | Ledamot                      | Styrelsen för Dagens Nyheter                                                   |
| 1942–1948 | Ordförande                   | Svensk-norska föreningen                                                       |
| 1942–1946 | Ledamot                      | Socialutbildningssakkunniga                                                    |
| 1944–1947 | Ledamot                      | Kommittén för kommunal samverkan                                               |
| 1945–1948 | Ledamot                      | 1945 års markkommission i Stockholm                                            |
| 1946–1952 | Ledamot                      | Riksdagens andra kammare                                                       |
| 1946–1952 | Ledamot                      | Kommunallagskommittén                                                          |
| 1946–1954 | Ordförande                   | Folkpartiets stadsfullmäktigegrupp                                             |
| 1947-?    | Styrelseledamot              | Föreningen för Samhällsplanering                                               |
| 1948–1952 | Ledamot                      | Hamnutredningskommittén                                                        |
| 1948–1956 | Ordförande                   | Bostadskollektiva kommittén                                                    |
| 1949–1951 | Ledamot                      | Stadsdelsrådskommittén                                                         |
| 1951–1954 | Ordförande                   | Delegationen angående kronans markinnehav inom Nedre Norrmalm                  |
| 1952–1960 | Ledamot                      | Regionplanenämnden                                                             |
| 1952–1954 | Ordförande                   | Stor-Stockholms samarbetsdelegation                                            |
| 1952–1954 | Ledamot                      | 1949 års trafikutredning för Stor-Stockholm                                    |
| 1954–1970 | Ledamot                      | Generalplaneberedningen                                                        |
| 1959–1966 | Vice ordförande              | Generalplaneberedningen                                                        |
| 1955–1960 | Vice ordförande              | Byggnadsnämnden                                                                |

## Bibliografi

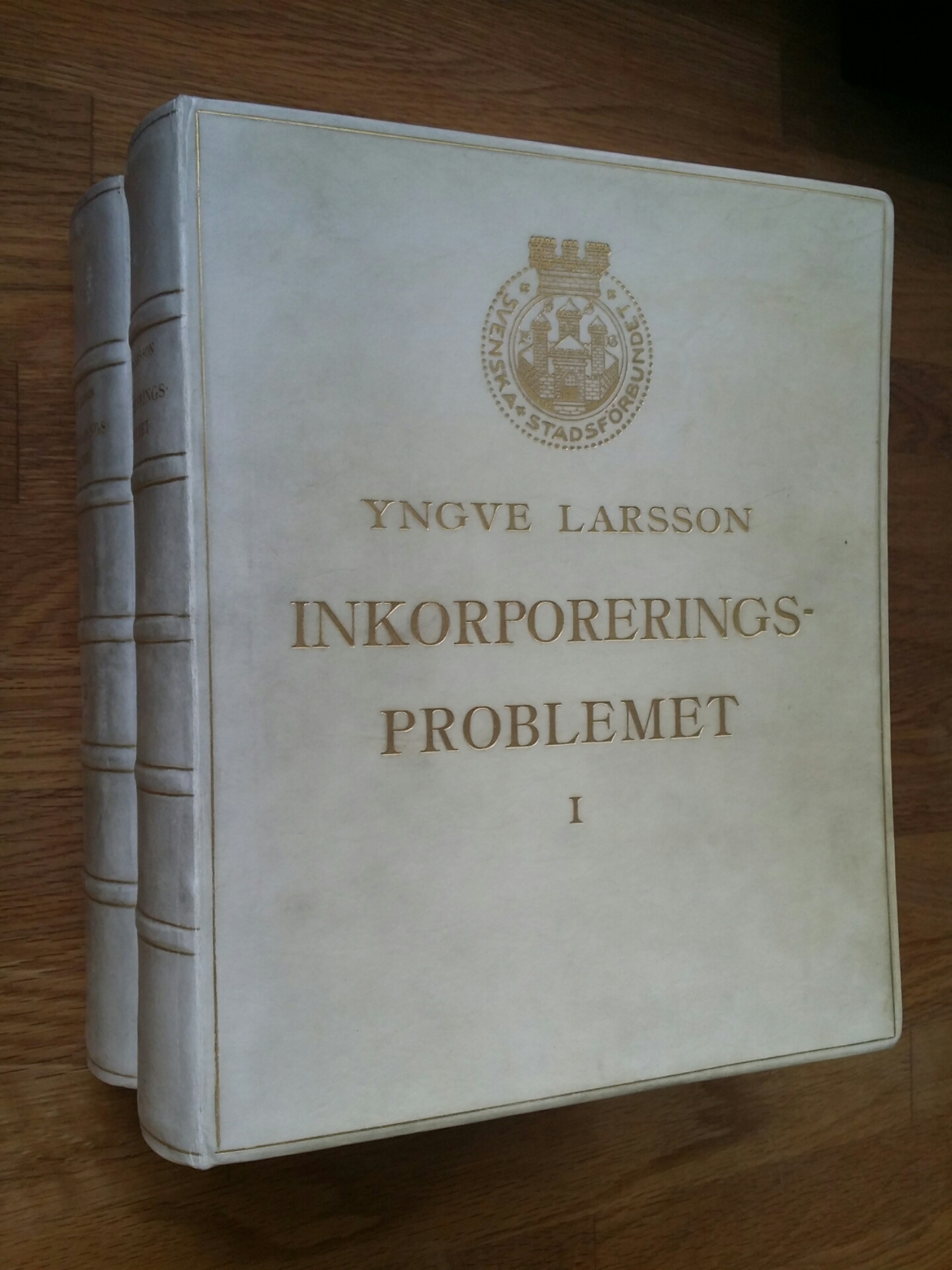
Inkorporeringsproblemet, 1912.

## Bildgalleri

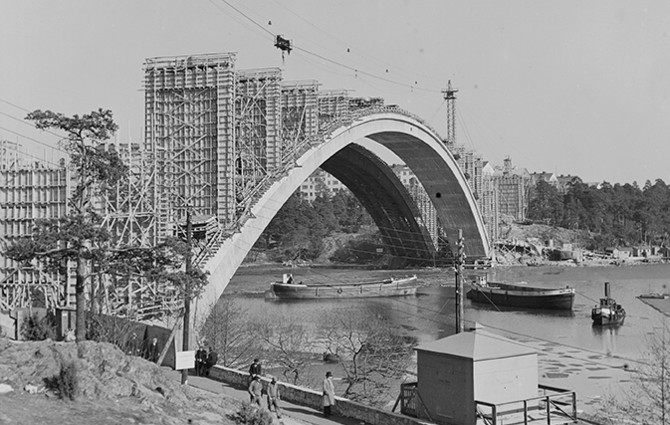
Tranebergsbron under uppförande 1933.
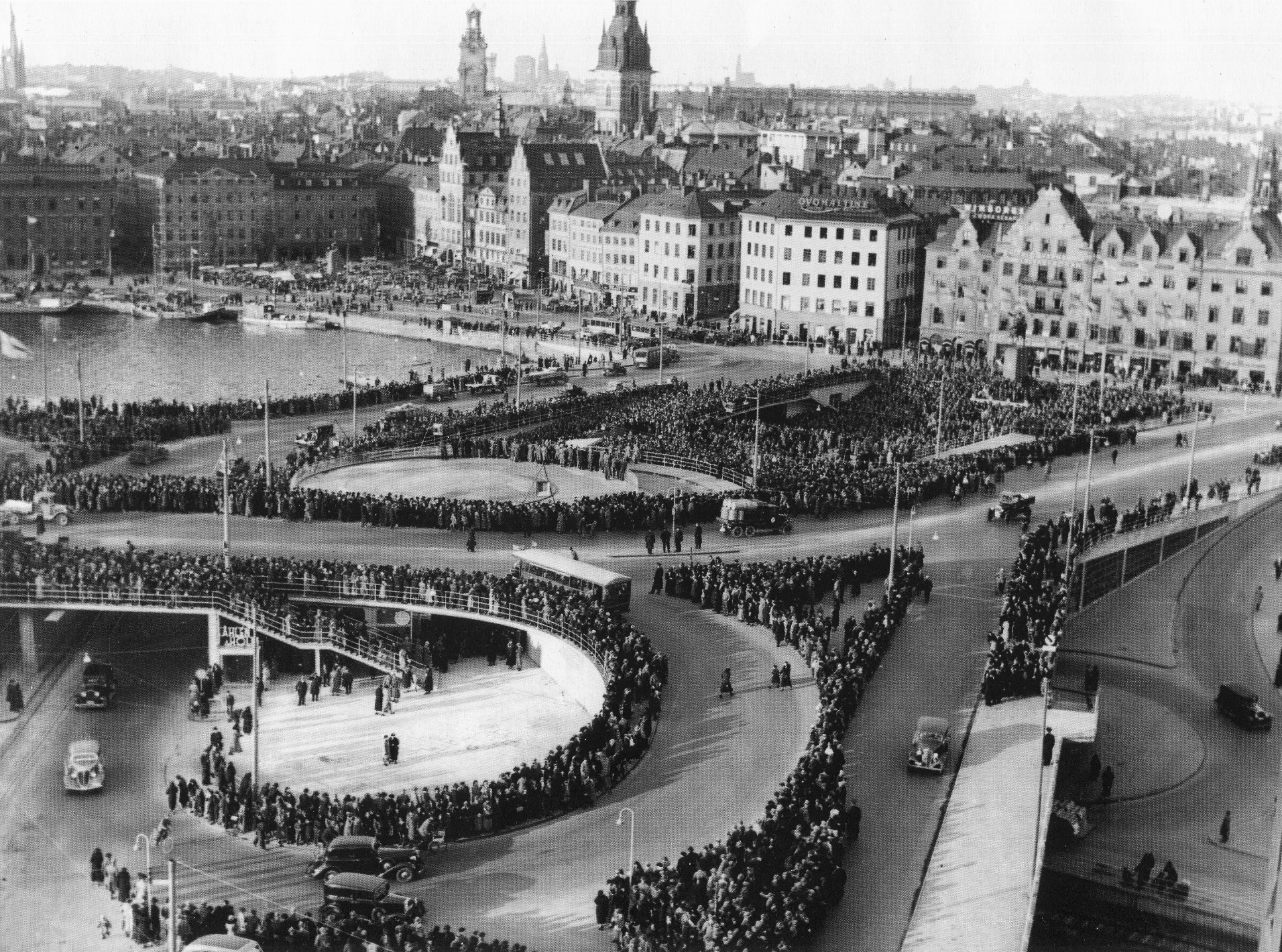
Det nya Slussen invigs, 1935.
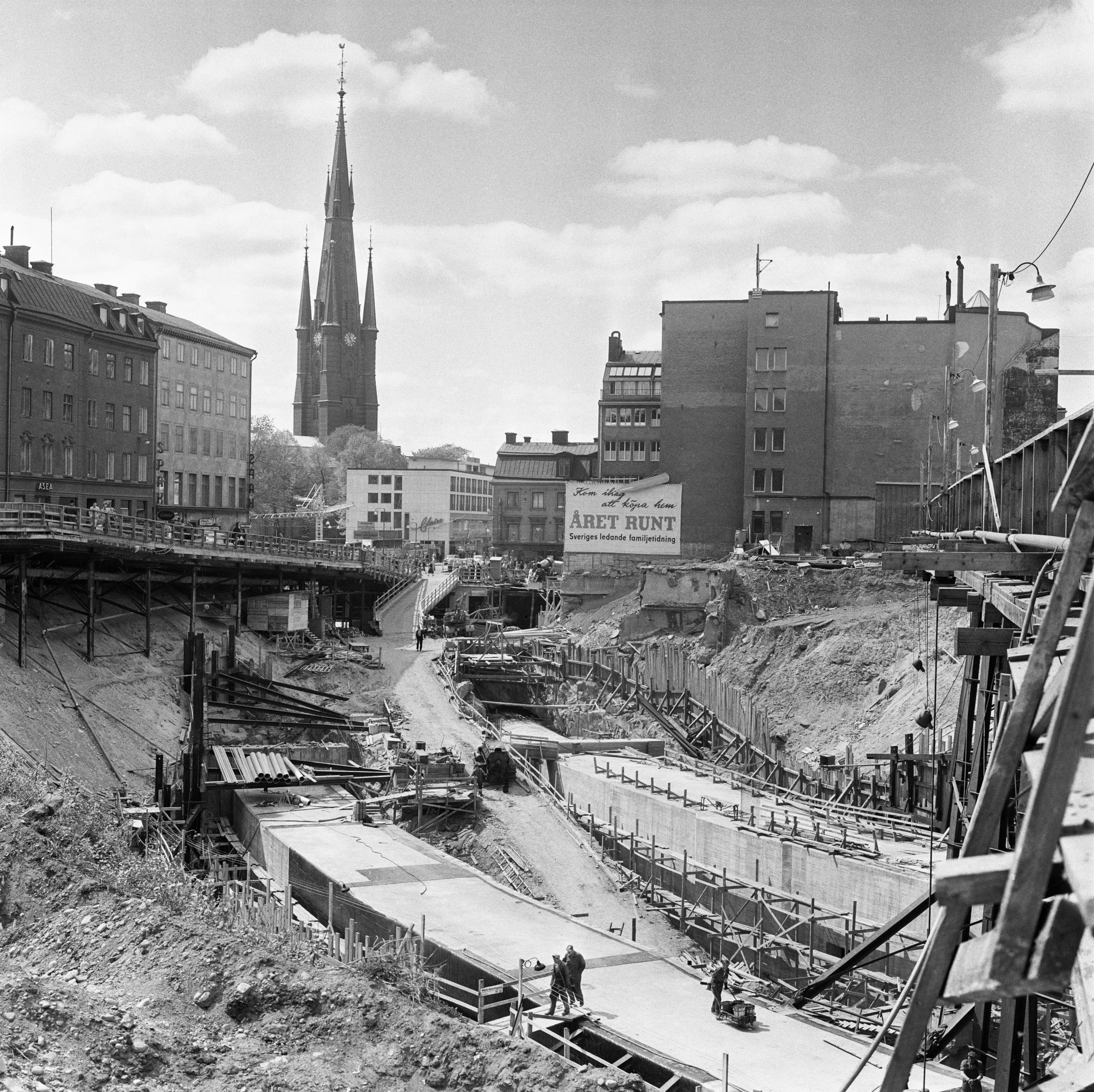
Bygget av Tunnelbanan 1957. I fonden Klarabergsgatan och Klara kyrka.
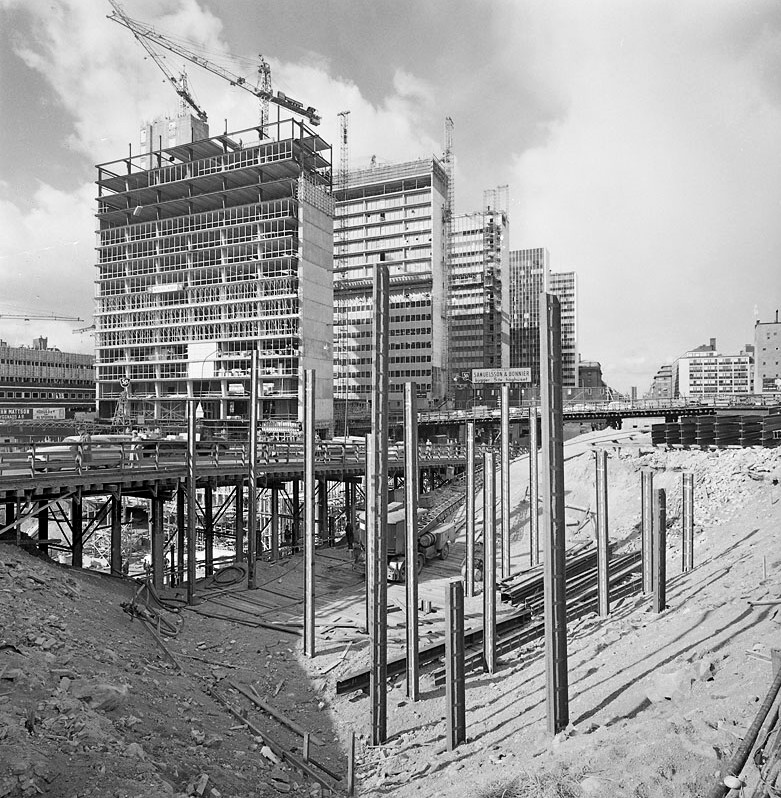
Norrmalmsregleringens "fem trumpetstötar", under uppförande 1964.

### Källnoter
1. 1 2 3 4 5 6 7 8 9 10 11 12 13 14 15  G R Yngve Larsson, Svenskt biografiskt lexikon, Svenskt Biografiskt Lexikon-ID: 11054.[källa från Wikidata]
2. 1 2  Sundsvalls Gustav Adolfs kyrkoarkiv, Födelse- och dopböcker, SE/HLA/1010190/C I/2 (1880-1889), bildid: A0010825_00045, sida 37, födelse- och dopbok, läs onlineläs online, läst: 3 maj 2019, ”304,(dec),13,Jan,2,1,,Gustaf Richard Yngve 2”.[källa från Wikidata]
3. 1 2 3  Folkräkningar (Sveriges befolkning) 1890, Riksarkivet, läs onlineläs online, läst: 3 maj 2019.[källa från Wikidata]
4. ↑  Larsson, GUSTAF RICKARD YNGVE, Svenskagravar.se, läs online, läst: 5 april 2017.[källa från Wikidata]
5. ↑  Libris, Kungliga biblioteket, 21 januari 2013, Libris-URI: 53hlrgsp0f3s7k9, läst: 24 augusti 2018.[källa från Wikidata]
6. 1 2 3 4 5 6  Gösta Selling, Yngve Larsson, Svenska Dagbladet, s. 16, läs online .[källa från Wikidata]
7. 1 2 3 4  Stein 1998, s. 600.
8. 1 2 3  Mehr 1977.
9. 1 2  Bengtzon 1963.
10. 1 2  Larsson 1977, s. X i förordet.
11. ↑  ”Genealogy of the members of the Bishop Hill Colony and related families” (på engelska). Ancestry.com. 9 september 2013. http://wc.rootsweb.ancestry.com/cgi-bin/igm.cgi?op=AHN&db=bishophill&id=I18724. Läst 3 december 2013.
12. ↑  ”Folkräkningen 1890 – Västernorrlands län”. Umeå universitetsbibliotek. Arkiverad från originalet den 7 december 2013. https://web.archive.org/web/20131207051503/http://www2.foark.umu.se/folk/y/person.asp?lannr=22&forsnr=73&pnr=9710&selarkbild=Sundsvall. Läst 3 december 2013.
13. ↑  Rilke 2007.
14. ↑  Larsson 1993, s. 31.
15. 1 2 3 4 5 6  Larsson 1977.
16. 1 2  Larsson 1993, s. 11.
17. 1 2 3 4 5 6  Sundgren, Nils Petter och Björn Nilsson intervjuar Yngve Larsson (17 oktober 1976). Återblick. [TV-program]. Villa Mullberget, Stockholm: Sveriges Television. https://www.youtube.com/watch?v=f3MYiNVC9UQ. Läst 18 september 2009
18. 1 2 3 4 5  Larsson 2008.
19. 1 2  ”Larsson, Yngve Gustaf Rickard; 1881-12-13”. Rotemansarkivet. Stockholms stadsarkiv. http://www2.ssa.stockholm.se/Rotemannen2012/SearchResult.aspx?id=417120100020. Läst 3 december 2013.
20. 1 2 3 4 5 6 7 8 9 10 11 12 13 14 15 16 17 18 19 20 21 22 23 24 25 26 27 28 29 30 31  Sidenbladh 1978.
21. ↑  Bonnier 1972, s. 43.
22. 1 2 3  Herlitz 1925, s. 86.
23. ↑  Gedin 2003, s. 360 ff.
24. 1 2 3 4 5  Larsson 1977, s. 55 ff.
25. ↑  Larsson 1977, s. 59 (not).
26. ↑  Larsson 1977, s. 61.
27. 1 2 3 4 5  Moberg 1967, s. 24.
28. 1 2  Larsson 1977, s. 70.
29. ↑  Larsson 1912.
30. 1 2  Martensen-Larsen 1914.
31. 1 2  Hvar8dag 1920.
32. ↑  Larsson 1907, Larsson 1909.
33. ↑  Hayen, Mats (7 december 2008). ”Storstockholmsproblemet”. Betaville.se. Arkiverad från originalet den 13 augusti 2010. https://web.archive.org/web/20100813044539/http://www.betaville.se/?p=107. Läst 21 april 2009.
34. ↑  Bellander 2008.
35. ↑  Larsson 1977, s. 63.
36. ↑  Lindkvist 2007.
37. ↑  Lindhagen 1972, s. 179.
38. ↑  Höglund 1953, s. 58.
39. ↑  Höglund 1953, s. 32.
40. ↑  Thörn 1997.
41. ↑  Larsson 1907.
42. ↑  Hedenmo & von Platen 2007, s. 39.
43. ↑  ”Om SKB / Historik”. Stockholms Kooperativa Bostadsförening. 19 november 2008. Arkiverad från originalet den 25 mars 2016. https://web.archive.org/web/20160325092338/https://www.skb.org/index.php?page=historik. Läst 18 januari 2010.
44. ↑  Järte et al. 1915.
45. ↑  Thomasson 1962.
46. ↑  Kihlberg 1961, s. 30.
47. ↑  Kihlberg 1961, s. 32.
48. ↑  Anderson 1967, s. 10.
49. ↑  Larsson 1977, s. 65 ff.
50. ↑  Larsson 1977, s. 68, 152.
51. ↑  Folkskolan under den borgerliga kommunen i Svensk Läraretidning (1924)
52. ↑  ”The Institute of Urban History” (på engelska). Stads- och kommunhistoriska institutet. 14 juli 2005. Arkiverad från originalet den 12 september 2007. https://web.archive.org/web/20070912092847/http://www2.historia.su.se/urbanhistory/eng/institute.htm. Läst 21 februari 2008.
53. 1 2  Nilsson, Lars (13 april 2004). ”Pris för stads- och kommunhistoriska insatser år 2004”. Upplands-Bro Kulturhistoriska Forskningsinstitut. http://www.ukforsk.se/ukf/granslos.htm. Läst 21 februari 2008.
54. ↑  Larsson 1977, s. 47 ff.
55. ↑  ”Stockholmia förlag: Utgivning”. Stockholmia förlag. Arkiverad från originalet den 24 maj 2012. https://archive.is/20120524200917/http://www.stockholmia.stockholm.se/bocker.php?author=192&. Läst 15 maj 2008.
56. ↑  Pihl Atmer 2011.
57. ↑  Cederborg, Allan; Larsson, Oscar; Larsson, Yngve (1922). Stadskollegiets utlåtande angående Stockholms stads vapen och sigill. Stadskollegiets utlåtande ; nr 181 år 1922. Stockholm. Libris 2368922
58. 1 2   Allmänna bostadsräkningen år 1920. Stockholm. 1924. Libris 12431168. http://www.scb.se/Grupp/Hitta_statistik/Historisk_statistik/_Dokument/SOS/Bostadsrakningen_1920.pdf
59. 1 2  ”Gaturotelns arkiv”. Riksarkivet. http://sok.riksarkivet.se/?ValdSortering=DatumStigande&PageSize=20&Sokord=%22yngve+larsson%22&EndastDigitaliserat=false&AvanceradSok=False&page=353&FacettState=undefined%3ac%7c&postid=Arkis+33095310-4551-4044-A688-2167A0F2B5BB&tab=post#tab.
60. 1 2  Thulin 1932.
61. ↑  Larsson 1977, s. 457 f, 467 ff.
62. ↑  Larsson 1977, s. 500.
63. 1 2 3  Jonsson et al. 2000, s. 123, 241.
64. 1 2 3  Anderson et al. 1954.
65. 1 2  ”Yngve Larsson död: Gick i spetsen för nytt Stockholm”. Svenska Dagbladet. 17 december 1977. https://www.svd.se/arkiv/1977-12-17/14. Läst 30 januari 2018.
66. ↑  Bergelin 1953.
67. ↑  Dalén 1961–1967.
68. ↑  Sidenbladh 1979, s. 146.
69. ↑  Larsson 1977, s. 431 f, 500 f.
70. ↑  Svenska Dagbladet: Grönsakshallen som är en gata festligt invigd, den 1 juni 1933.
71. 1 2  Larsson 1969.
72. ↑  Larsson 1977, s. 354.
73. 1 2 3  Bohman 1983, s. 13 f.
74. ↑  Bohman 1974.
75. 1 2  Larsson 1977, s. 489, med stadsmuseets inventarienummer SSM 21897.
76. ↑  Eriksson, Eva (14 oktober 2011). ”Slussen hyllades för modernism och stilfullhet”. Svenska Dagbladet. http://www.svd.se/kultur/understrecket/slussen-hyllades-for-modernism-och-stilfullhet_6553315.svd.
77. ↑  Slussen och Västerbron invigdes i Svenska Dagbladets Årsbok – händelserna 1935 (1936)
78. ↑  Larsson 1935.
79. ↑  ”Yngve Larsson och flygplan i Stettin 1927”. Stockholmskällan. Arkiverad från originalet den 8 mars 2011. https://web.archive.org/web/20110308011644/http://www.stockholmskallan.se/index.php?sokning=1. Läst 5 december 2013.
80. ↑  Sanz 1996.
81. 1 2  ”Lindarängen”. Stockholms Hamnar. http://www.stockholmshamnar.se/Historia/Platser/Stockholm/Lindarangen/?imgId=3451. Läst 5 december 2013.
82. ↑  Larsson 1977, s. 620. anger 1947; medan Sidenbladh 1978. anger 1944–1946.
83. ↑  Fälting 1995.
84. ↑  Pass 1969, s. 194.
85. ↑  Tunnelbanedelegerade 1940.
86. 1 2 3 4  Larsson 1962.
87. ↑  Schönning 2000.
88. ↑  Larsson 1977, s. 628 ff.
89. ↑  ”Inkorporeringsdelegerades arkiv”. Stockholms stadsarkiv. http://sok.riksarkivet.se/?ValdSortering=DatumStigande&PageSize=20&Sokord=%22yngve+larsson%22&EndastDigitaliserat=false&AvanceradSok=False&page=348&FacettState=undefined%3ac%7c&postid=Arkis+809ECE5A-D620-4F27-A064-DB9075D4BCA5&tab=post#tab.
90. ↑  Lindstenz 2008, s. 150.
91. ↑  Jan Jörnmark (2017). ”Vad lärde vi oss av historien?”. Samhällsbyggaren (Stockholm: Samhällsbyggarna) 2017 (1):  sid. 28-29. https://samhallsbyggaren.se/wp/debatt/vad-larde-oss-av-historien/.
92. 1 2  Larsson 1960, s. 33.
93. ↑  Markelius 1945.
94. ↑  Skårfors 1999, s. 46-48, samt Larsson 1960, s. 1, 14.
95. ↑  Datering enligt Gullberg 2001.
96. ↑  Larsson 2009.
97. ↑  Stein 1998, s. 619-620.
98. 1 2  Gullberg 2001, s. 202.
99. ↑  Sundgren & Nilsson 1976. (ca 23:00)
100. ↑  Larsson 1977, s. 642.
101. ↑  Larsson 1960, s. 33 f.
102. 1 2 3  Cramer, James P.; Jennifer Evans Yankopolus, red (2005). ”Sir Patrick Abercrombie Prize”. Almanac of Architecture and Design. sid. 184. ISBN 0967547792. http://books.google.se/books?id=1j_KxJeqpsUC&pg=PA184&lpg=PA184&dq=%22Sir+Patrick+Abercrombie+Prize%22+stockholm&source=bl&ots=G6A0K1C1xS&sig=tkTNIOnzkxNLWGH7OHH5hEIO83A&hl=sv&sa=X&ei=fXbQUoWQCMKX4wTb1ID4Bg&ved=0CDAQ6AEwAA#v=onepage&q=%22Sir%20Patrick%20Abercrombie%20Prize%22%20stockholm&f=false
103. 1 2  ”Kristidsnämndens arkiv”. Stockholms stadsarkiv. http://sok.riksarkivet.se/?ValdSortering=DatumStigande&PageSize=20&Sokord=%22yngve+larsson%22&EndastDigitaliserat=false&AvanceradSok=False&page=350&FacettState=undefined%3ac%7c&postid=Arkis+7F2DF498-8A0B-4221-90D4-3FE1B7172304&tab=post#tab.
104. ↑  Byström 2009, s. 355.
105. ↑  Johansson 2005, s. 359.
106. ↑  Larsson 1945.
107. 1 2  "St. Olav til svenske statsborgere", Verdens Gang, 27 november 1946, sid 2 (citat)
108. ↑  Skårfors 1999, s. 89.
109. ↑   Register över Riksdagens protokoll med bihang. Vid lagtima riksmötet 1948. Stockholm: Riksdagen. 1948. sid. 17. Libris 2207452. http://books.google.se/books?ei=10QMVIWVMqrmywPYmYHICw&hl=sv&id=cTYeAAAAIAAJ
110. ↑   Register till Riksdagens protokoll med bihang, 1941-1950. Bd 1, Personregister ; Sakregister, A-K. Stockholm. 1952. sid. 84. Libris 21798906. http://urn.kb.se/resolve?urn=urn:nbn:se:kb:riks-21798906
111. ↑   Register till Riksdagens protokoll med bihang, 1951-1960. Bd 1, Personregister ; Sakregister, A-K. Stockholm. 1962. sid. 104. Libris 21798907. http://urn.kb.se/resolve?urn=urn:nbn:se:kb:riks-21798907
112. ↑  Carlquist 1947-1955.
113. ↑  Jämför Politik i Stockholms kommun#Valresultatens utveckling.
114. ↑  Gullberg 2001, s. 264 f (inkl noter). samt Nilsson 2013, s. 38 (not).
115. ↑  Kubu 1968.
116. 1 2  Carlestam 2007, s. 14 & 71.
117. ↑  Larsson 1947.
118. ↑  ”Historia”. Studentafton.af.lu.se. Arkiverad från originalet den 21 april 2008. https://web.archive.org/web/20080421003719/http://www.studentafton.af.lu.se/historia.htm.
119. 1 2  Garpe 1964, s. förordet.
120. ↑  ”Sixth 6th IUA Congress, London, 3–7 July 1961”. 7 juli 1961. http://books.google.se/books/about/Sixth_6th_IUA_Congress_London_3_7_July_1.html?id=mUwPcgAACAAJ&redir_esc=y.
121. ↑   (på engelska) Planning of metropolitan areas and new towns: meeting of the United Nations Group of Experts on Metropolitan Planning and Development, Stockholm, 14–30 September 1961 : United Nations Symposium on the Planning and Development of New Towns, Moscow, 24 August – 7 September 1964. New York: United Nations. 1967. Libris 444217. http://books.google.se/books/about/Planning_of_Metropolitan_Areas_and_New_T.html?id=NHIFAAAAMAAJ&redir_esc=y
122. ↑  Oser 1967.
123. ↑  Larsson & de Wolff 1967.
124. ↑  ”Stockholms kommunalkalender 2008” (PDF). Stockholms stad. sid. 220. http://www.stockholm.se/PageFiles/49922/kommunalkalend2008.pdf. Läst 15 maj 2009.[död länk]
125. ↑  ”Stockholms utveckling under de senaste hundra åren”. Libris. http://libris.kb.se/bib/151143. Läst 14 januari 2014.
126. 1 2  Larsson 1977, s. IX ff.
127. ↑  Larsson 1967.
128. ↑  Lagercrantz, Olof (1990). Ett år på sextiotalet. Wahlström & Widstrand. Libris 19806570. ISBN 9789146233336
129. ↑  ”Skogskyrkogården, kvarter 38, gravnummer 1A”. Stockholms stad. http://hittagraven.stockholm.se/sv/Skogskyrkogarden/1/38/1A. Läst 9 december 2013.
130. ↑  Johnson, Eyvind. Krilon själv. Albert Bonniers förlag. sid. 302. Libris 22481714. ISBN 9789100177423
131. ↑  Hedenmo & von Platen 2007.
132. ↑  Lindstenz 2008.
133. ↑  Kihlberg 2012, s. 19.
134. ↑  Wästberg 1977.
135. ↑  ”Yngve Larsson”. Svenska Dagbladet. 18 december 1977. https://www.svd.se/arkiv/1977-12-18/16. Läst 30 januari 2018.
136. ↑  Gullberg 1998, s. 13.
137. 1 2  Rudberg 2004, s. 83.
138. ↑   Remittering av motioner väckta till och med den 11 juni 2014. Stockholms stad. 18 juni 2014. sid. 15, § 17. http://insynsverige.se/documentHandler.ashx?did=1764142. Läst 16 december 2014.
139. ↑  ”Ärende Diarienr 2014-12681”. Stockholms stad. 17 augusti 2018. https://etjanster.stockholm.se/Byggochplantjansten/namnd/mote/15012428/arende/2014-12681. Läst 16 mars 2025.
140. ↑  Uppgift från Anna Lilliehöök, ordenskansliet, Kungl. Maj:ts orden, 2009-12-08
141. ↑  Uppgift per e-post från det finska ordenskansliet Arkiverad 16 december 2014 hämtat från the Wayback Machine..
142. 1 2 3 4  Harnesk 1962.
143. 1 2 3 4  Sveriges statskalender 1945.
144. 1 2  Yngve Larssons arkiv. B. Familj och privat
145. 1 2  ”Pris & Plakett: Tidigare mottagare”. Samfundet S:t Erik. Arkiverad från originalet den 26 december 2013. https://web.archive.org/web/20131226200942/http://www.samfundetsterik.se/verksamhet/priser-anslag-och-stipendier/samfundet-st-eriks-beloningsplakett-och-pris/tidigare-mottagare-av-samfundets-beloningsplakett-och-pris/. Läst 9 december 2013.
146. 1 2  Wästberg 1973.
147. ↑  Uppgift per e-post från biträdande intendent i Stockholms stadshus 5 september 2014.
148. ↑  Lagerstedt, Lars: Melander, Nils I i Svenskt biografiskt lexikon
149. ↑  Se t ex: Larsson 1977, s. 540.
150. ↑  Porträtt av Flodin ca 1920
151. ↑  Porträtt av Jaeger ca 1931
152. ↑  Porträtt av de Meyere ca 1925-1941
153. ↑  Lundborg, William-Olsson & Karlsson 1931.
154. ↑  Sveriges dödbok 2005.
155. ↑  Stavenow-Hidemark 1971, s. 295.
156. ↑  Larsson 1993, s. 12.
157. ↑  Pihl Atmer & Tham 2001, s. 92.
158. 1 2 3 4  Humble 1958, s. 64-65.
159. ↑  Stadsplanelagskommittén i Libris
160. ↑  Bihang till Riksdagens protokoll vid lagtima riksmötet 1921, sid 144
161. ↑  Humble 1958, s. 153.
162. ↑  SOU 1947:30.
163. ↑  Hölcke 1952.
164. ↑  Yngve Gustaf Richard Larsson i Libris
165. ↑   Litteraturgranskningar. "44". Stockholm: Statsvetenskaplig tidskrift. 1941. sid. 451. http://journals.lub.lu.se/index.php/st/article/download/2701/2271. Libris 8258426